# 中央郊外旅客会社EG2Tv形電車
EG2Tv形（ロシア語: ЭГ2Тв）は、ロシア連邦の列車運行会社である中央郊外旅客会社（Центральная пригородная пассажирская компания）が所有する直流電化区間用電車（エレクトリーチカ）。通勤・近郊輸送に適した構造を持つロシア国産車両として開発され、設計変更が行われたEGE2Tv形（ロシア語: ЭГЭ2Тв）と共にイヴォルガ（ロシア語: Иволга）の愛称を持つ。

## 導入までの経緯
2013年、ロシア鉄道モスクワ鉄道支社は長期に渡って貨物輸送に使用されていたモスクワ圏内の路線の旅客路線化・電化を含んだ大規模な再編計画を発表し、同時に同区間向けの直流電車の受注計画を発表した。そこで提示された車両の設計条件にはバリアフリー対策が施されたトイレや大型の乗降扉、高加速・高減速を可能とする制動性能に加え、通勤輸送に適した乗客の乗降の迅速化が記されており、当時ロシア各地の電化路線に導入されていたエレクトリーチカ（ED4形電車）は車端部に乗降扉が設置されている、扉部と客室がデッキで区切られているなどの構造上の問題から導入には適していなかった。一方でドイツ・シーメンス製の交直流・直流電車の"ラースタチカ"はこの条件に合致していたものの、大量の輸入部品と電気機器を使用する事から製造コストが高価であるという欠点があった。そこでロシア国内の鉄道車両メーカーであるトランスマッシュホールディングは、より低価格で製造する事ができる国産の新型電車を開発する事を決定した。これがEG2Tv形である。2014年に先頭部のモックアップが完成し、報道機関や専門家などに公開された後同年から試作車の生産が始まった。
製造はトランスマッシュホールディング傘下企業であるトヴェリ車両工場が手掛けたが、同社は長年客車や貨車を専門に手掛けており、電車製造は地下鉄81-760/761形電車の一部車両のみであった事から、開発に際してメトロワゴンマッシュからの支援も受けている。

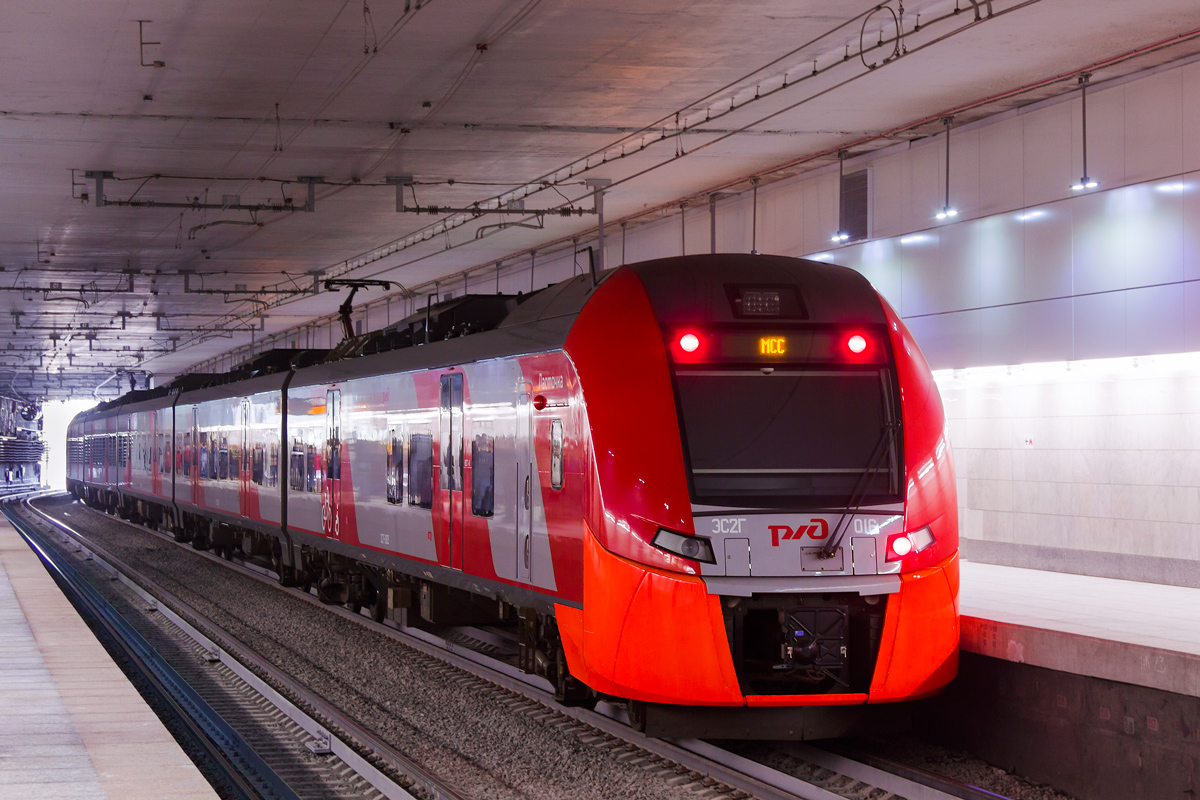
海外製の電車である"ラースタチカ"（ES2G形）

## 構造

### 編成・形式
都市部の通勤輸送や郊外への近郊輸送向けに設計された、直流3,000 Vに対応した電車。運用最高速度は120 km/h、設計最高速度は160 km/hで、機器を交換する事で最高速度250 km/hでの運転も可能な構造となっている。製造メーカーであるトヴェリ車両工場ではEG2Tv形（ЭГ2Тв）の他に62-4496形という形式名が与えられている他、以下の3種類の車種によって編成が構成されている。
- 62-4497形 - 運転台を有する制御車（Tc、Пг）。日本国有鉄道における電車の形式称号で言う「クハ」に該当する。
- 62-4498形 - 集電装置や電動機を有する中間電動車（M、Мп）。「モハ」に該当。
- 62-4499形 - 電動機を持たない付随車（T、Пп）。「サハ」に該当。

編成は最短4両、最大14両を想定しており、偶数両編成では電動車と付随車・制御車の比率が1:1になるよう構成される。

車種
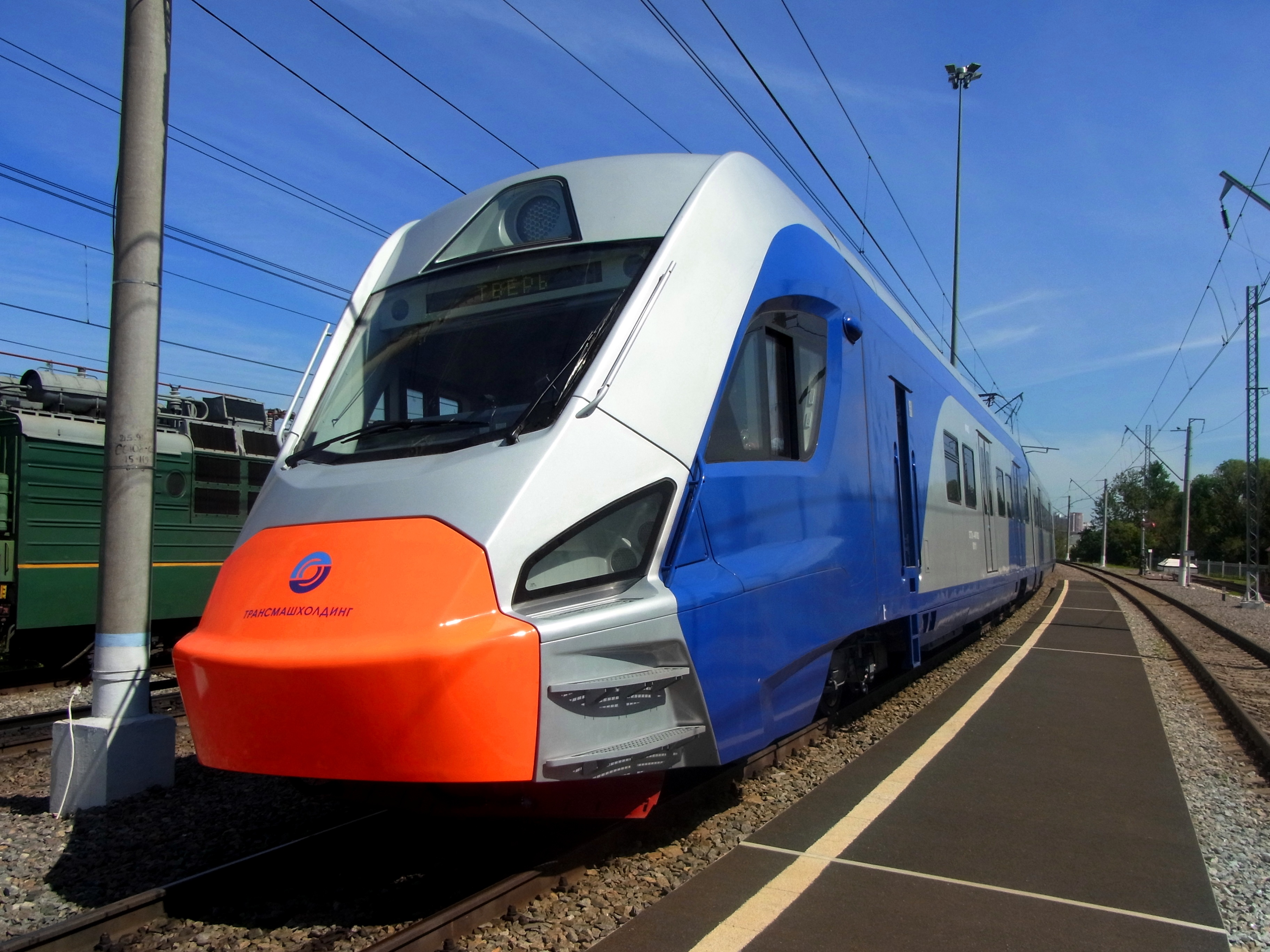
試作車（001編成・登場時）
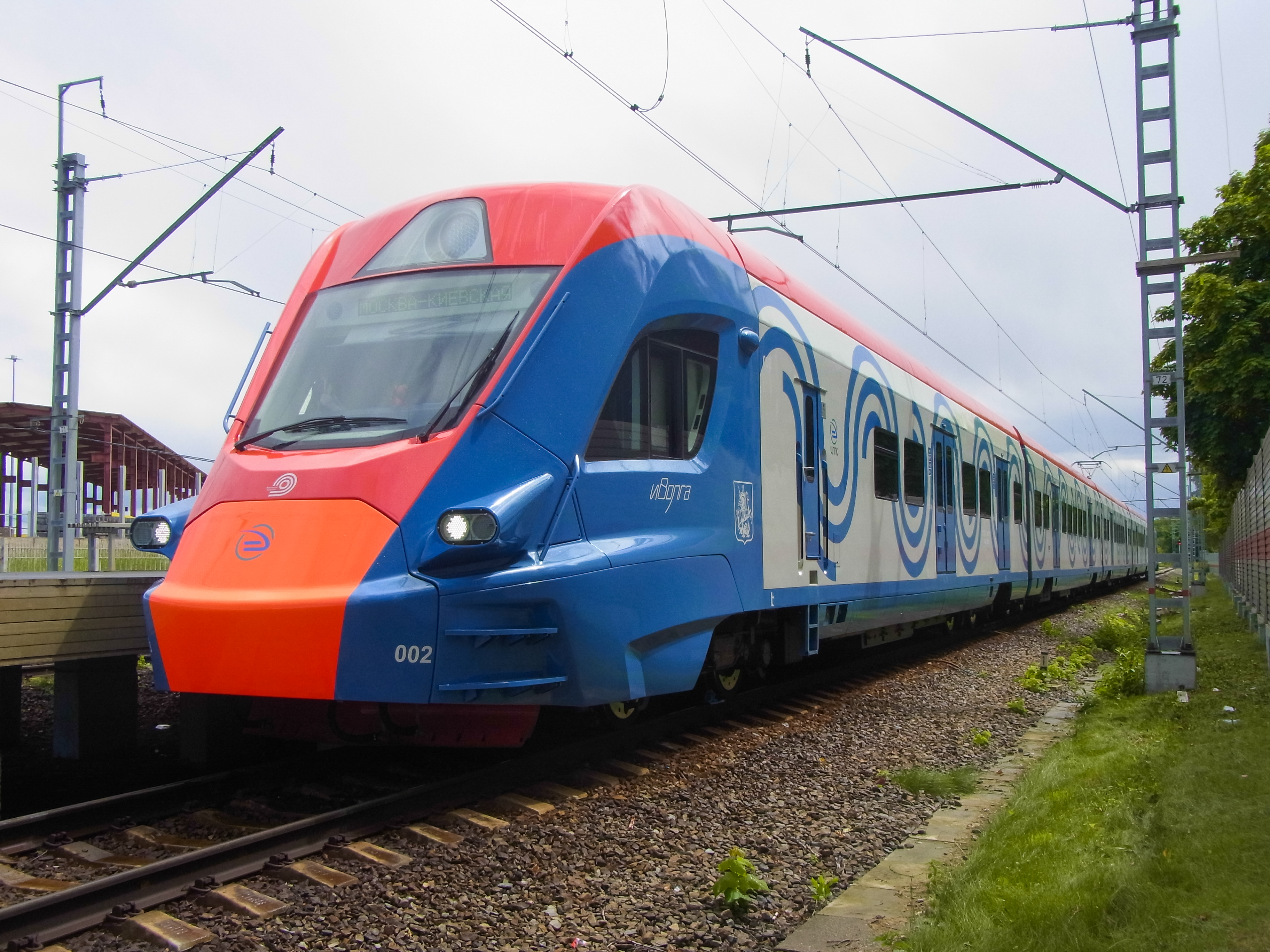
試作車（002編成）
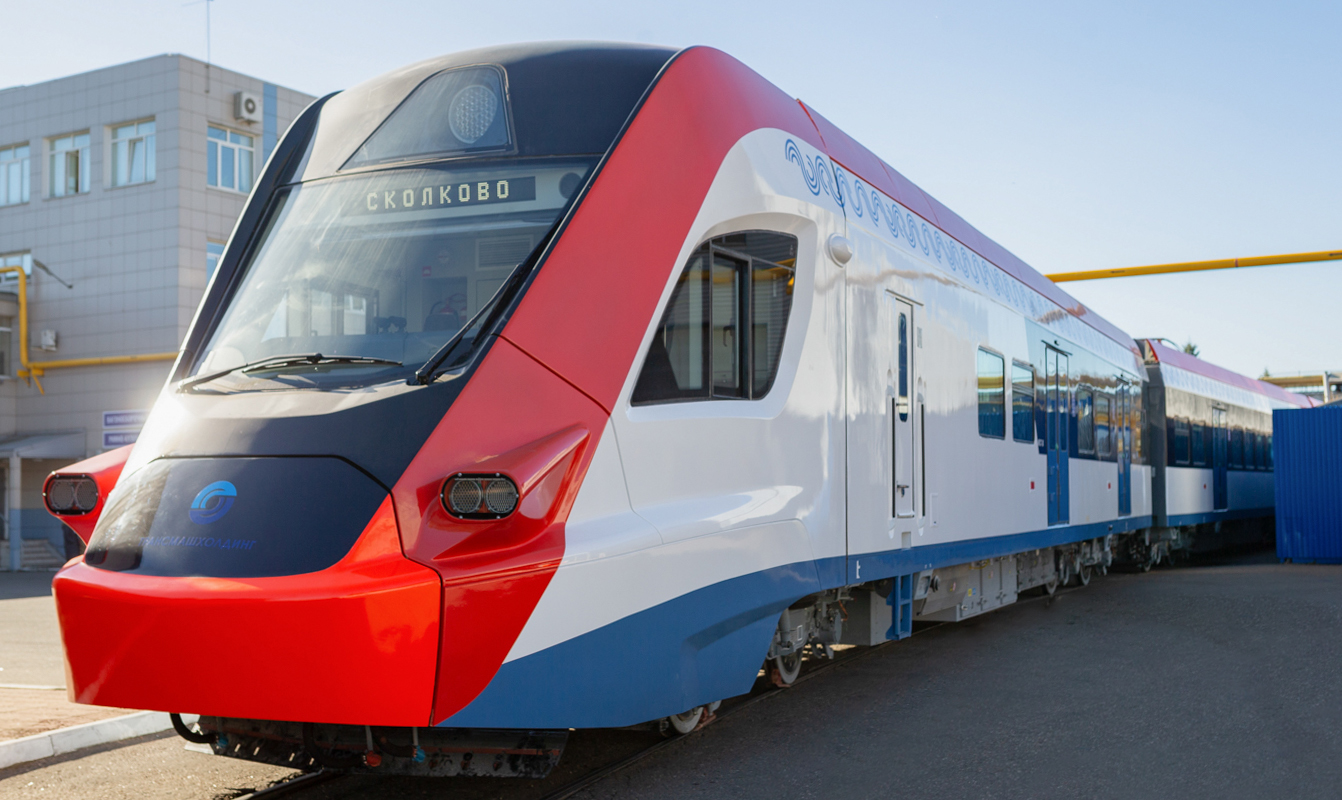
量産車（"イヴォルガ 1.0"）
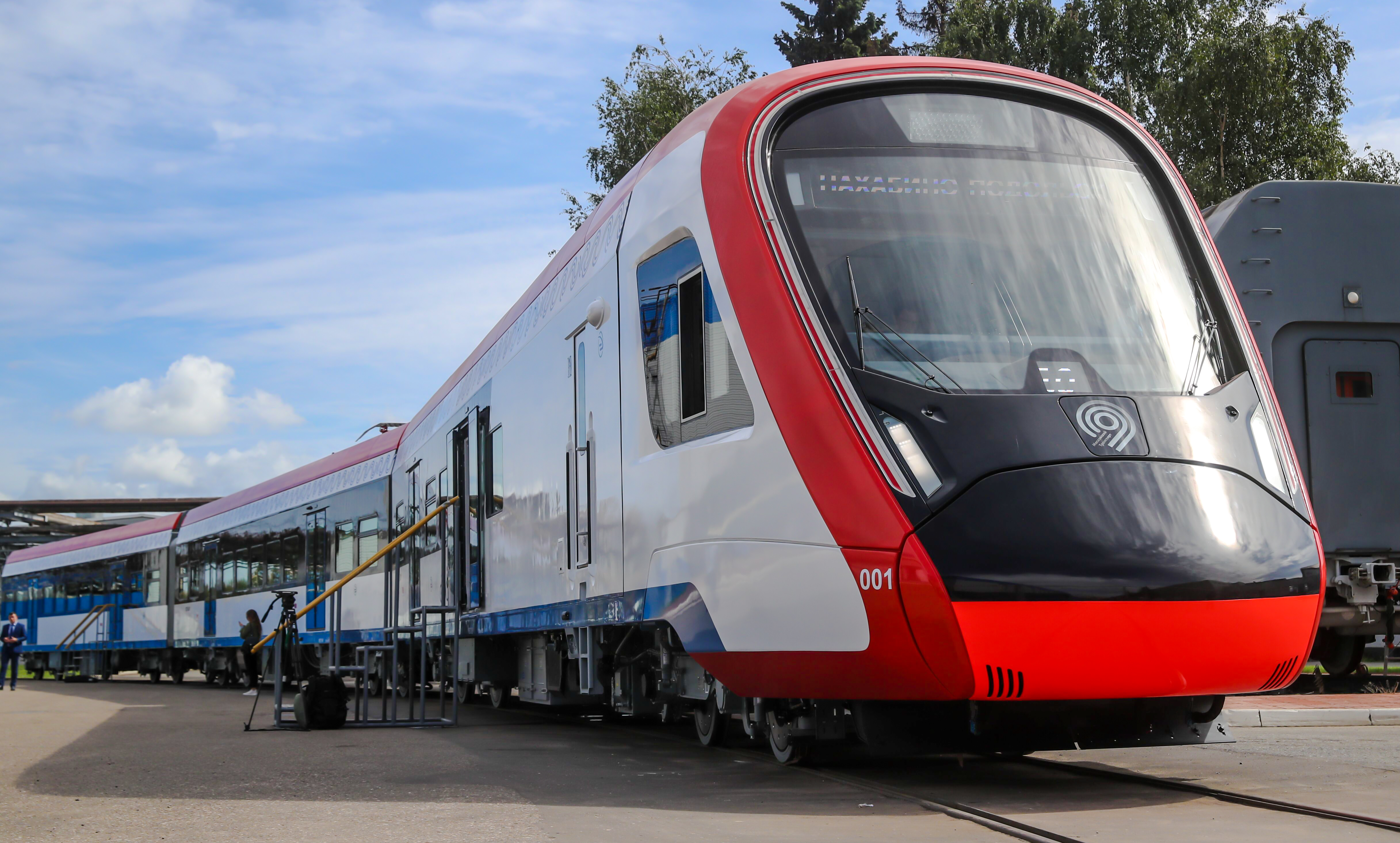
量産車（"イヴォルガ 2.0"）

形式
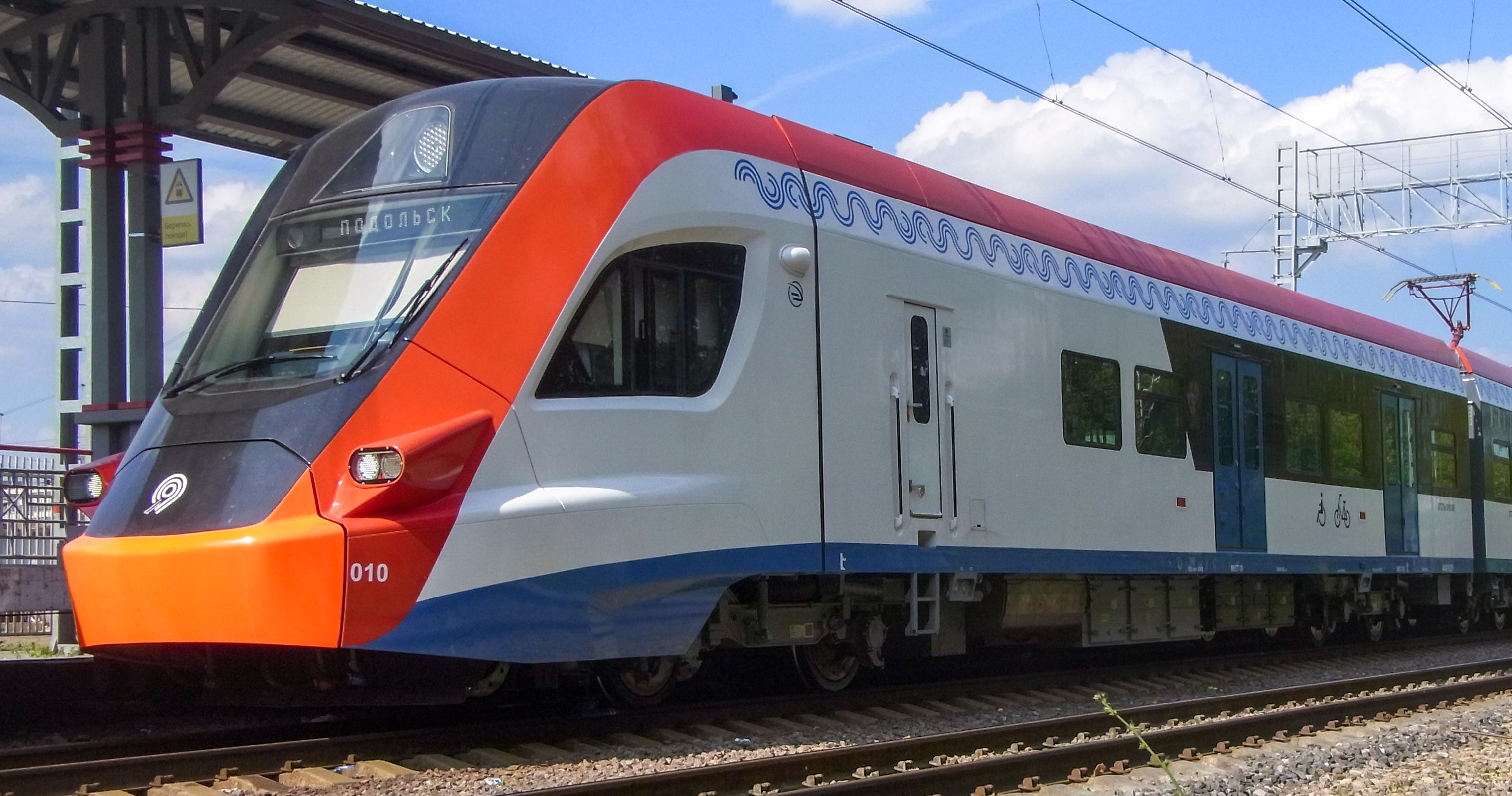
62-4497形（量産車、"イヴォルガ 1.0"）
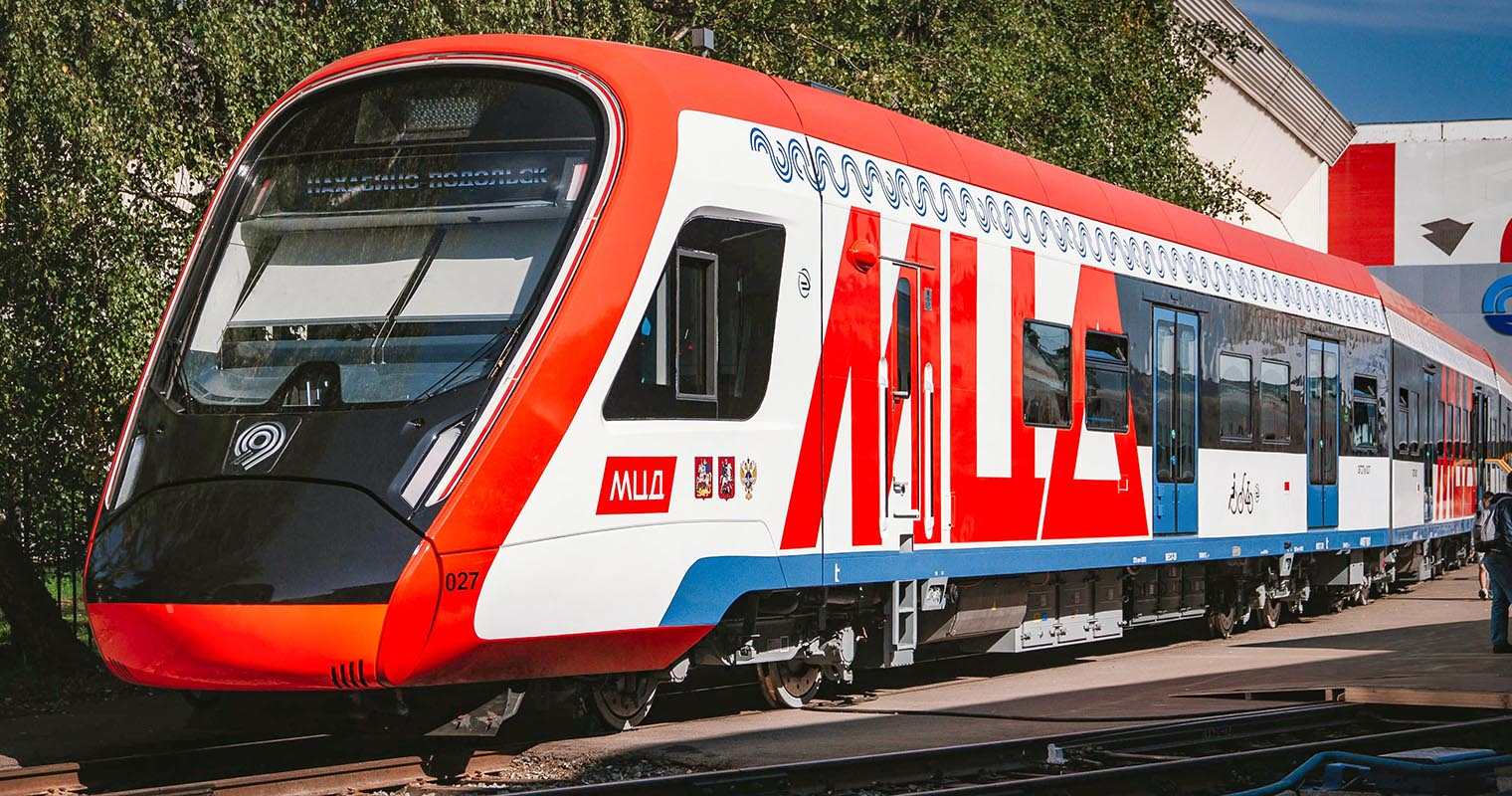
62-4497形（量産車、"イヴォルガ 2.0"）
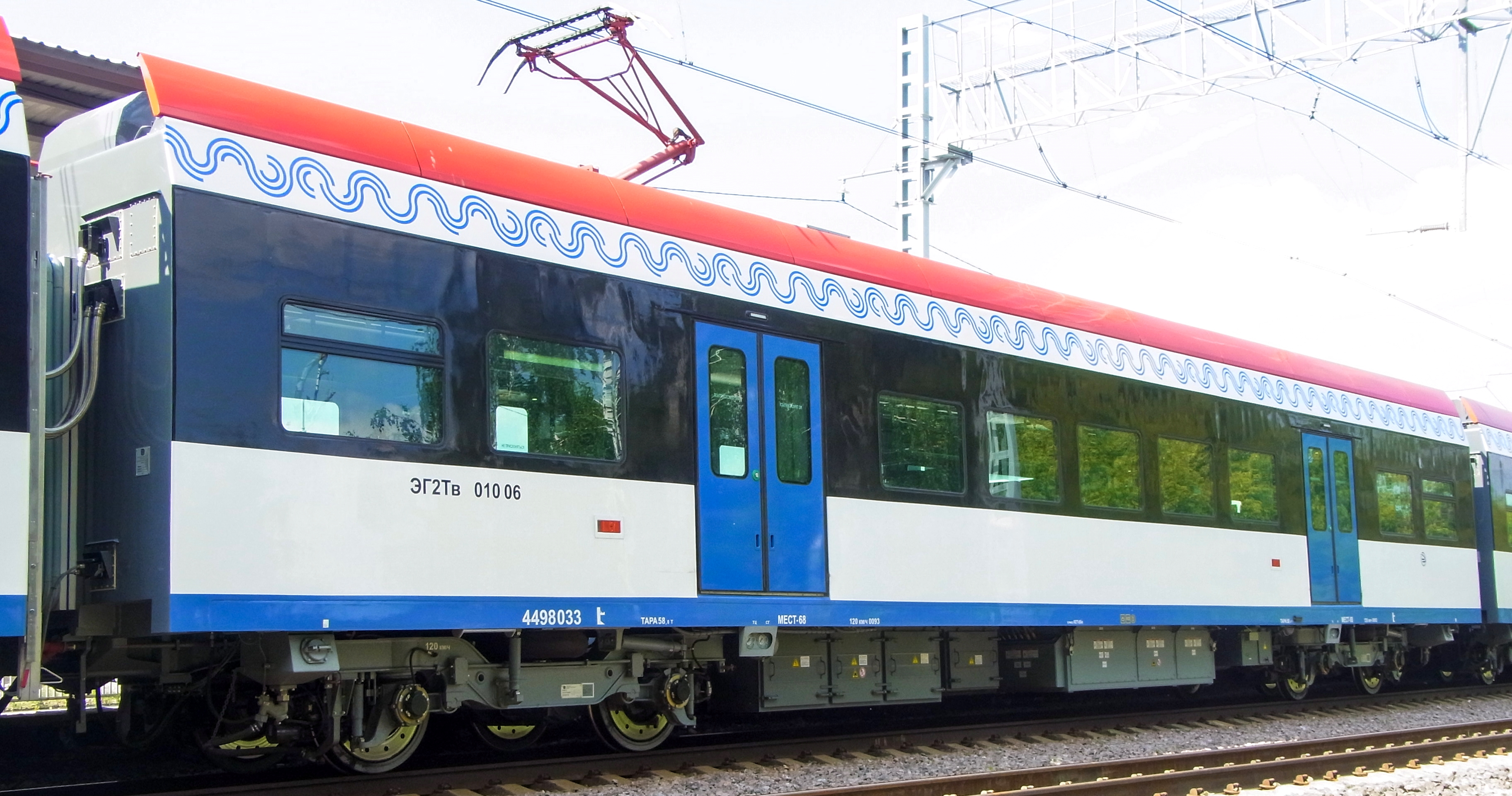
62-4498形（量産車）
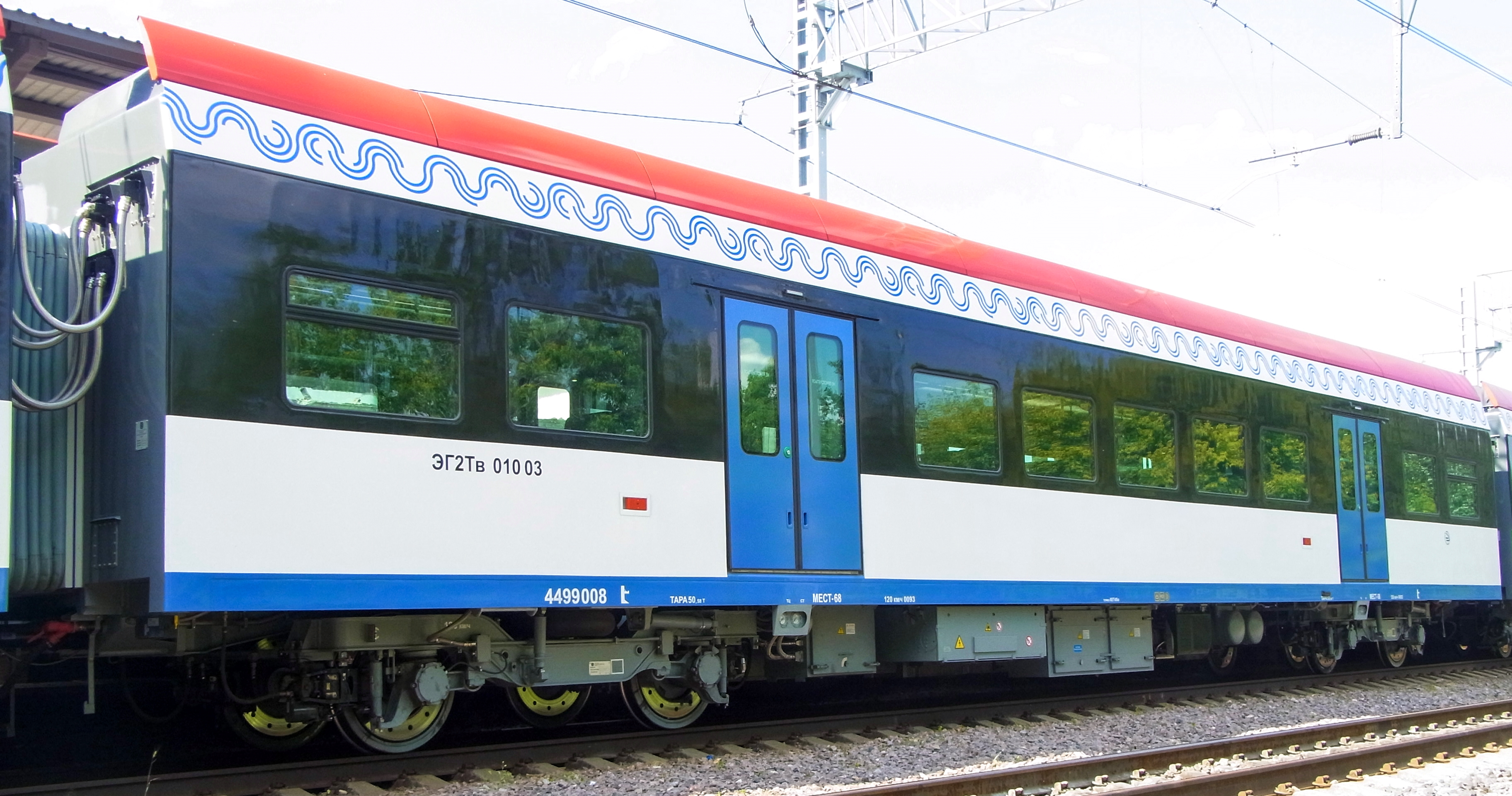
62-4499形（量産車）

### 車体・内装
車体はモジュール構造を用いたステンレス製で、-40℃から40℃までの気温に対応しており、耐用年数は40年を目安としている。各部にクラッシャブルゾーンを設置する事で事故発生時の乗客や乗務員の安全を確保する。先頭部は上方向に展開する連結器カバーを下部に備えた流線形で、連結運転を考慮しカバーの内部には旧ソ連各国で標準的に採用されているSA3形自動連結器や配線を繋ぐコネクタが配置されている。車体のデザインはトランスマッシュホールディングとスペインのインテグラル・デザイン＆ディベロップメント（Integral Design & Development）が手掛けている。
車内の座席配置は2列＋2列もしくは1列＋2列のボックスシートで、先頭車の運転台側には車椅子や自転車、ベビーカーが設置できる折り畳み式座席付きのフリースペース、車椅子に対応したバリアフリー式トイレが配置され、wi-fi通信も可能である。屋根上に搭載された空調装置によって車内温度は快適に保たれ、夏季は28℃以下、冬季は14 - 18℃に維持される他、乗降扉付近にはエアカーテンも設置されている。安全性も考慮されており、前述したクラッシャブルゾーンに加え車内には監視カメラが設置されている他、座席のモケットには難燃性素材が採用されている。
各車に片側2箇所設置されている両開き式の乗降扉は高床式プラットホームに適した高さに配置されており、安全のため扉が閉まる際には外側上方に設置されている赤色LEDが点滅し注意を促す他、乗客が扉に挟まれるのを防ぐため障害物を感知した際に自動的に開き直す構造となっている。扉の幅は1,400 mmである。

車内
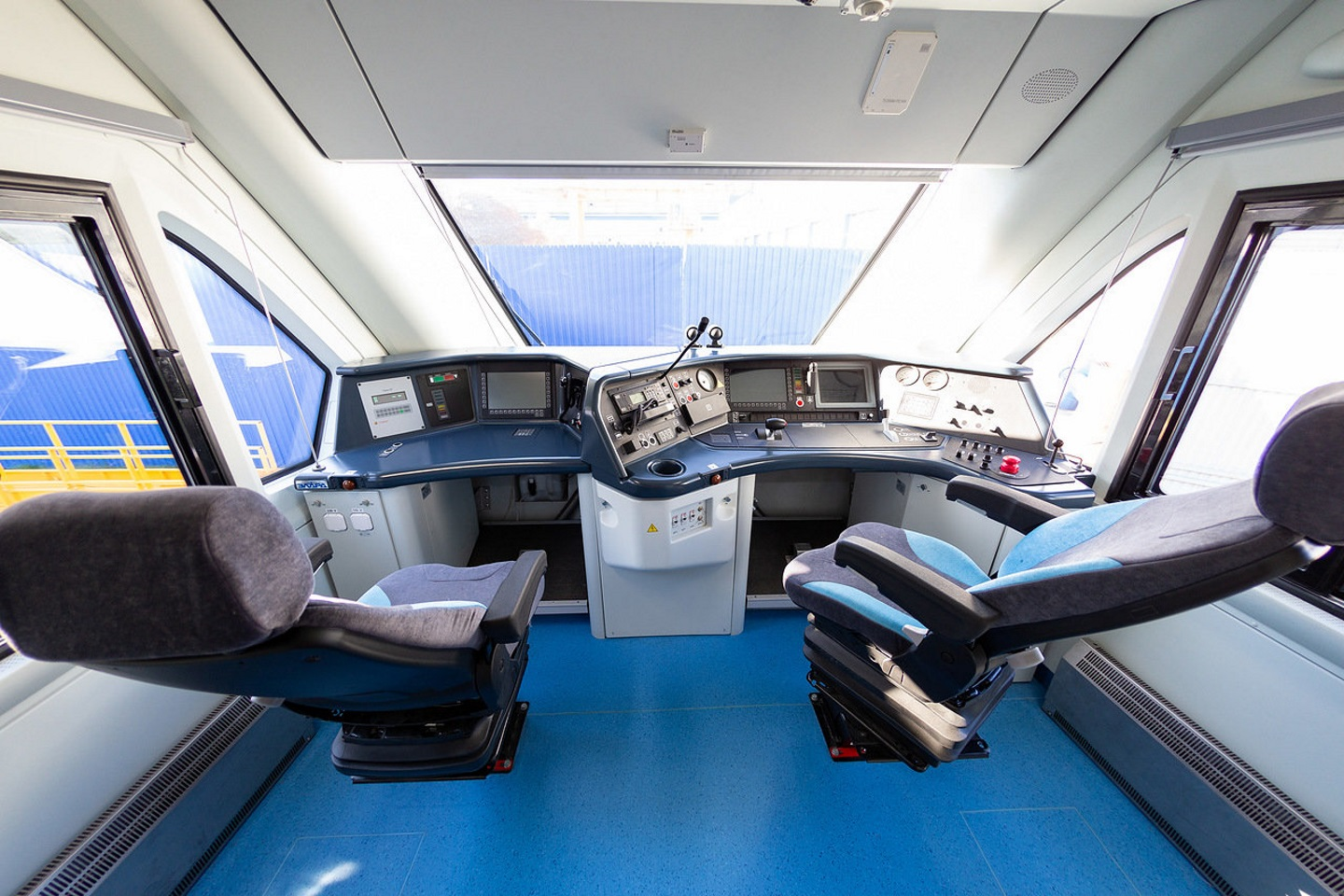
運転台
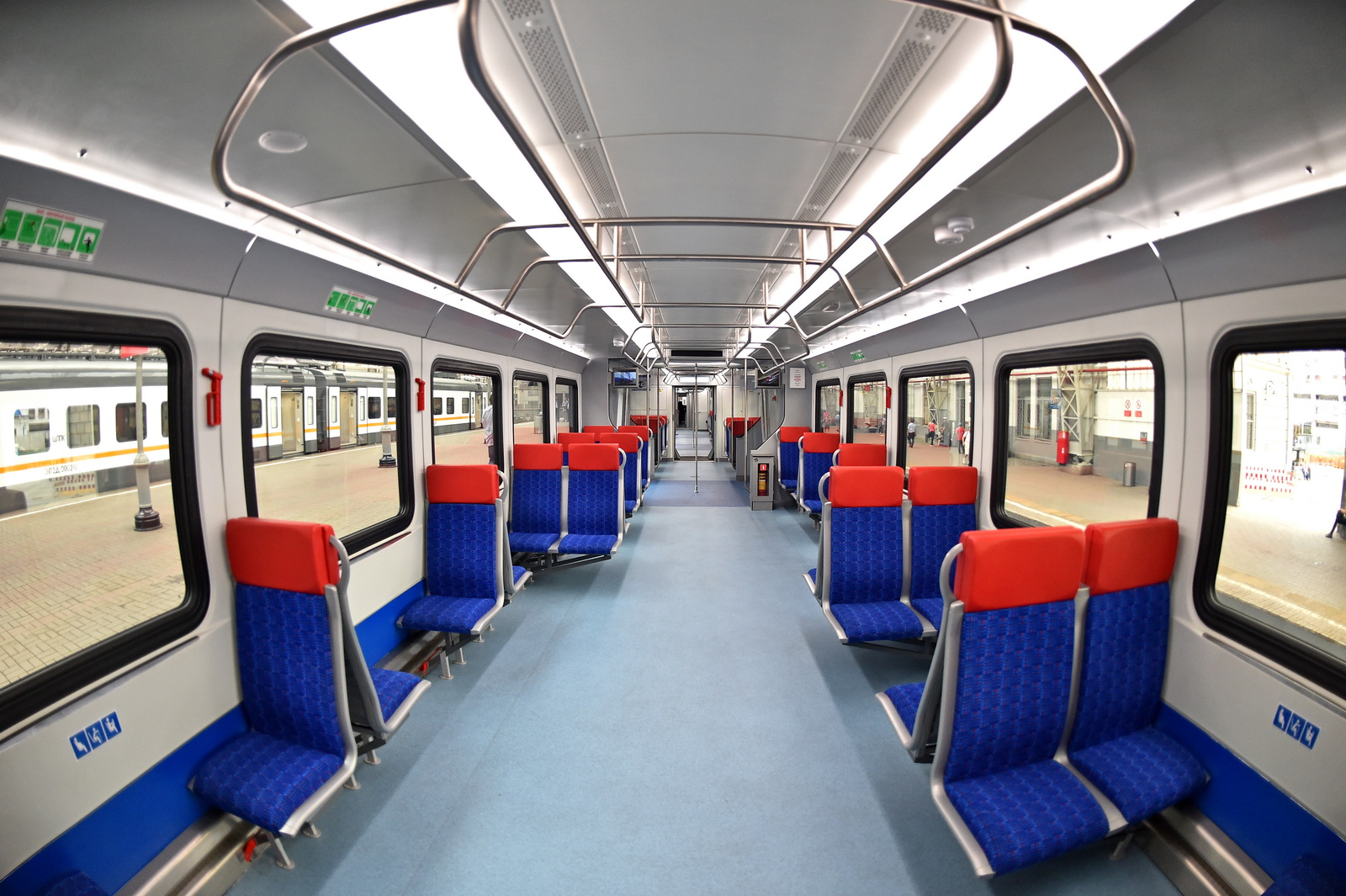
座席（試作車）
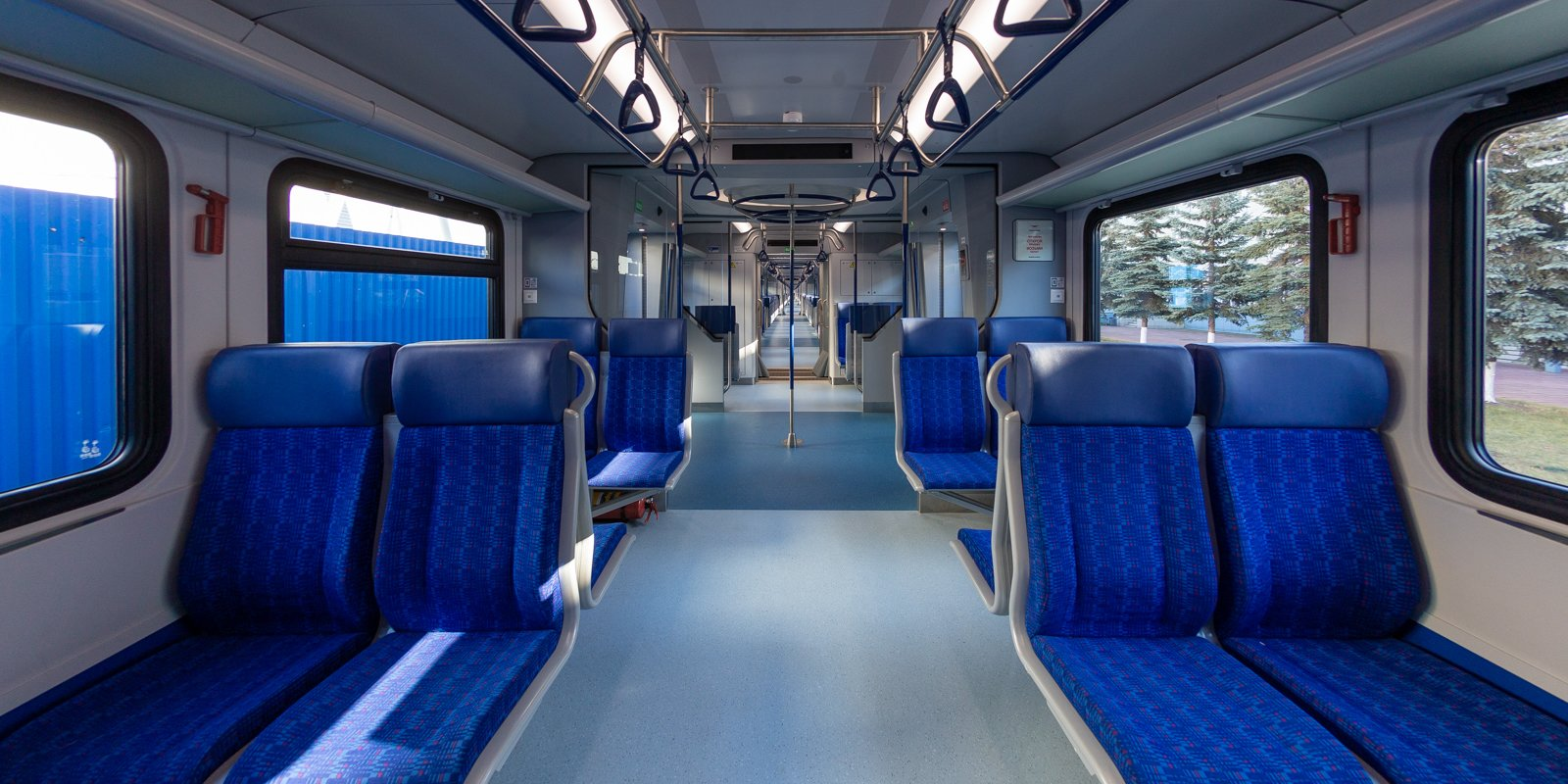
座席（量産車）
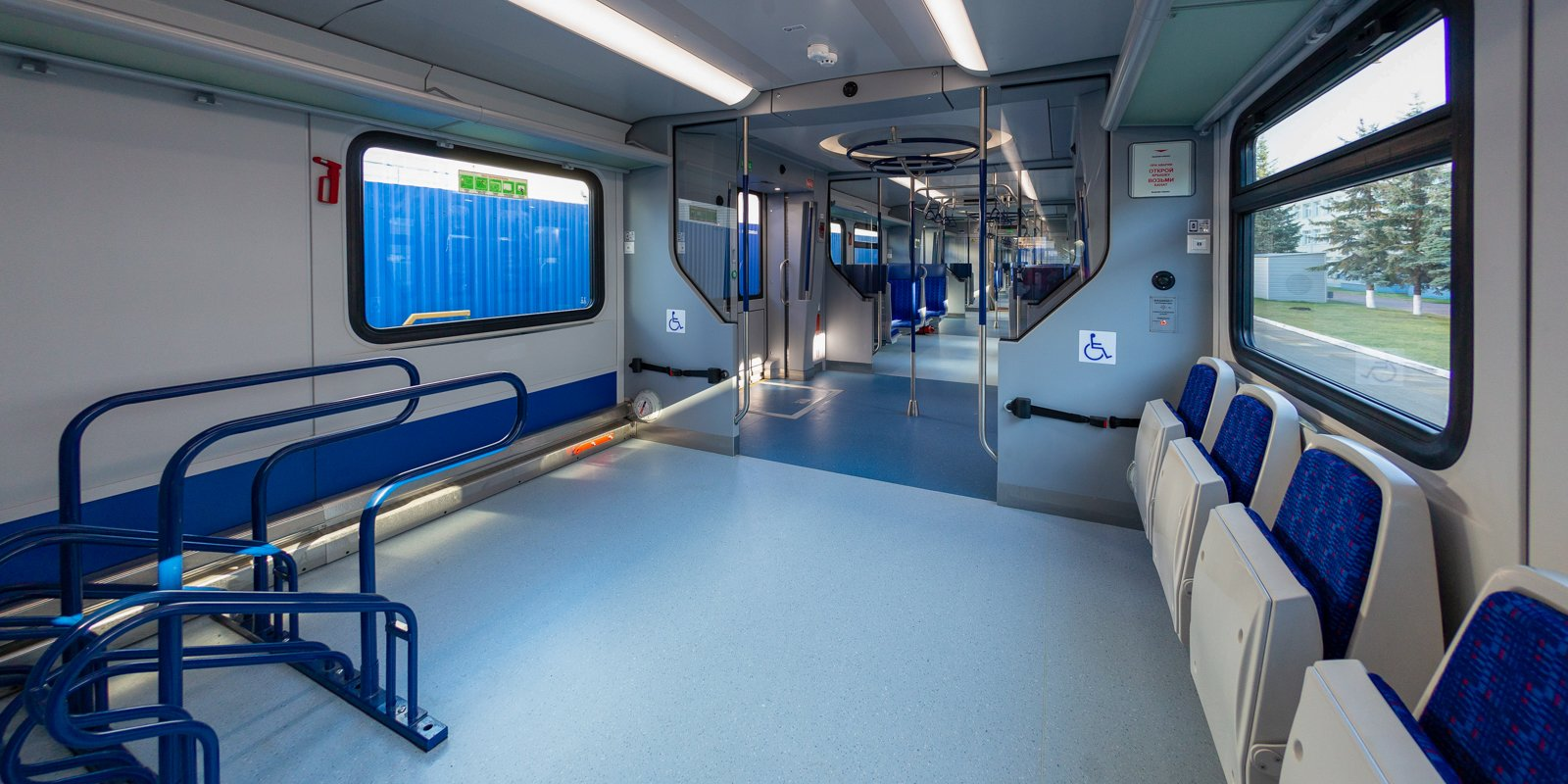
先頭部のフリースペース
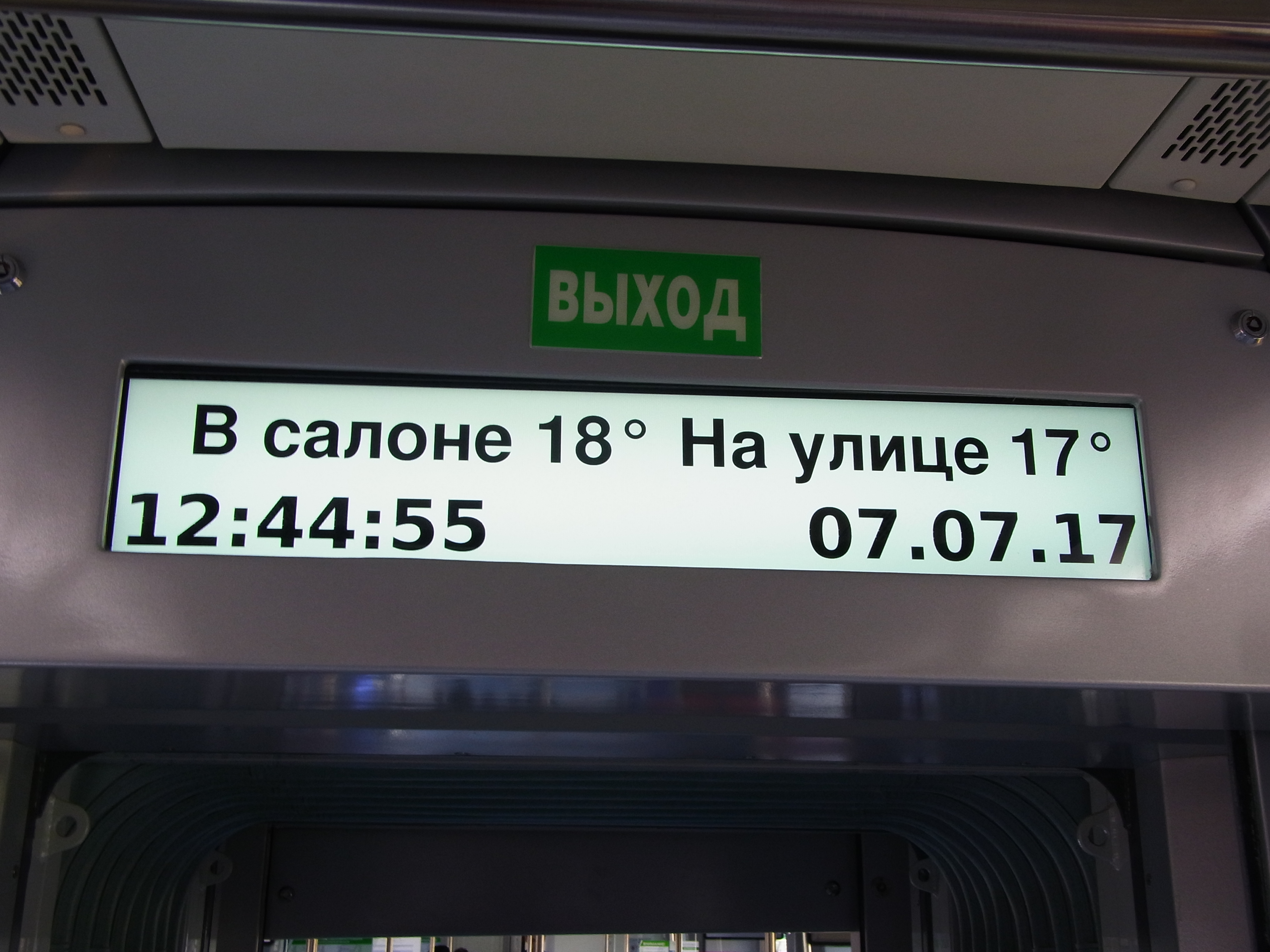
車内案内表示装置
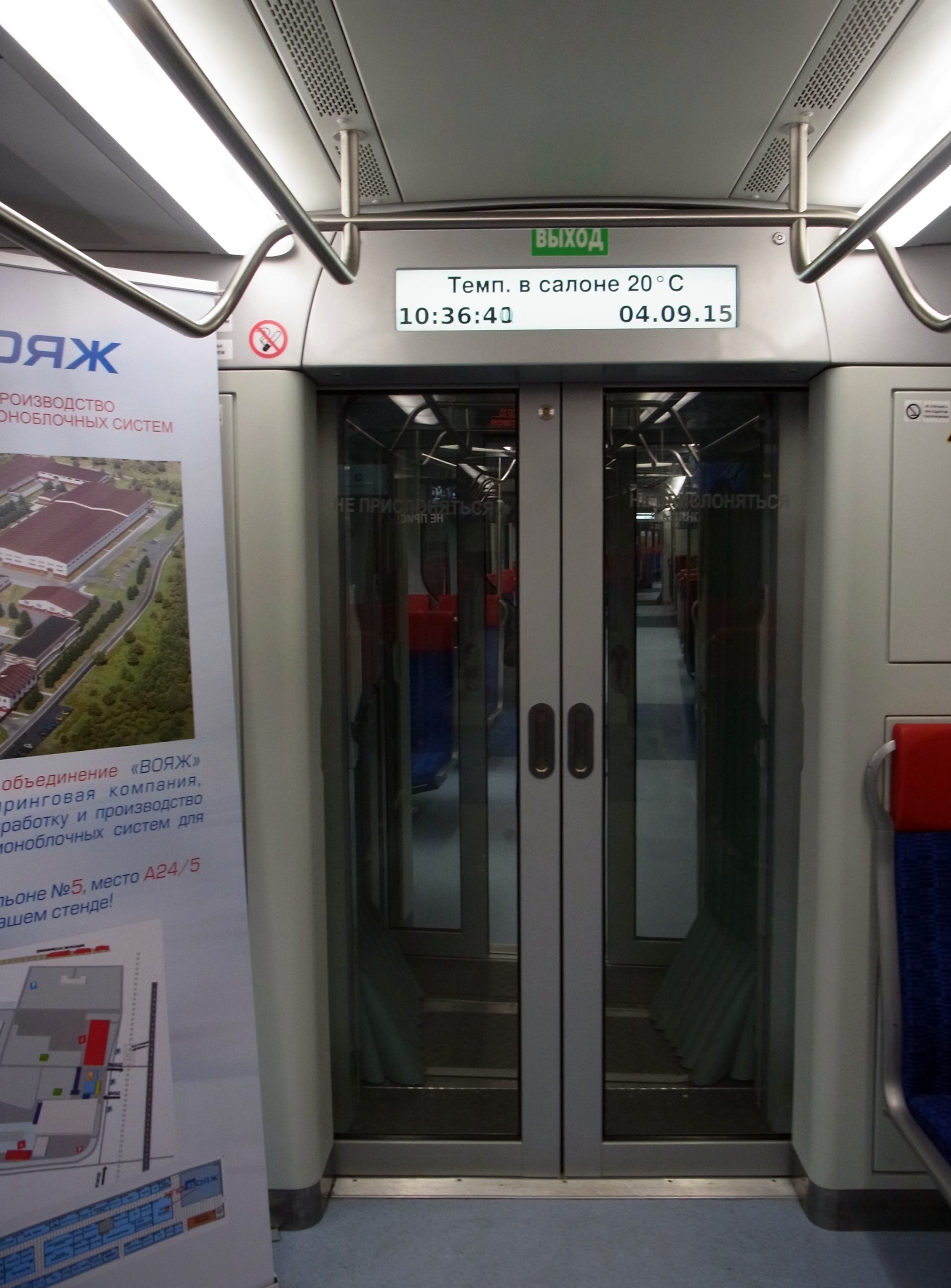
貫通扉
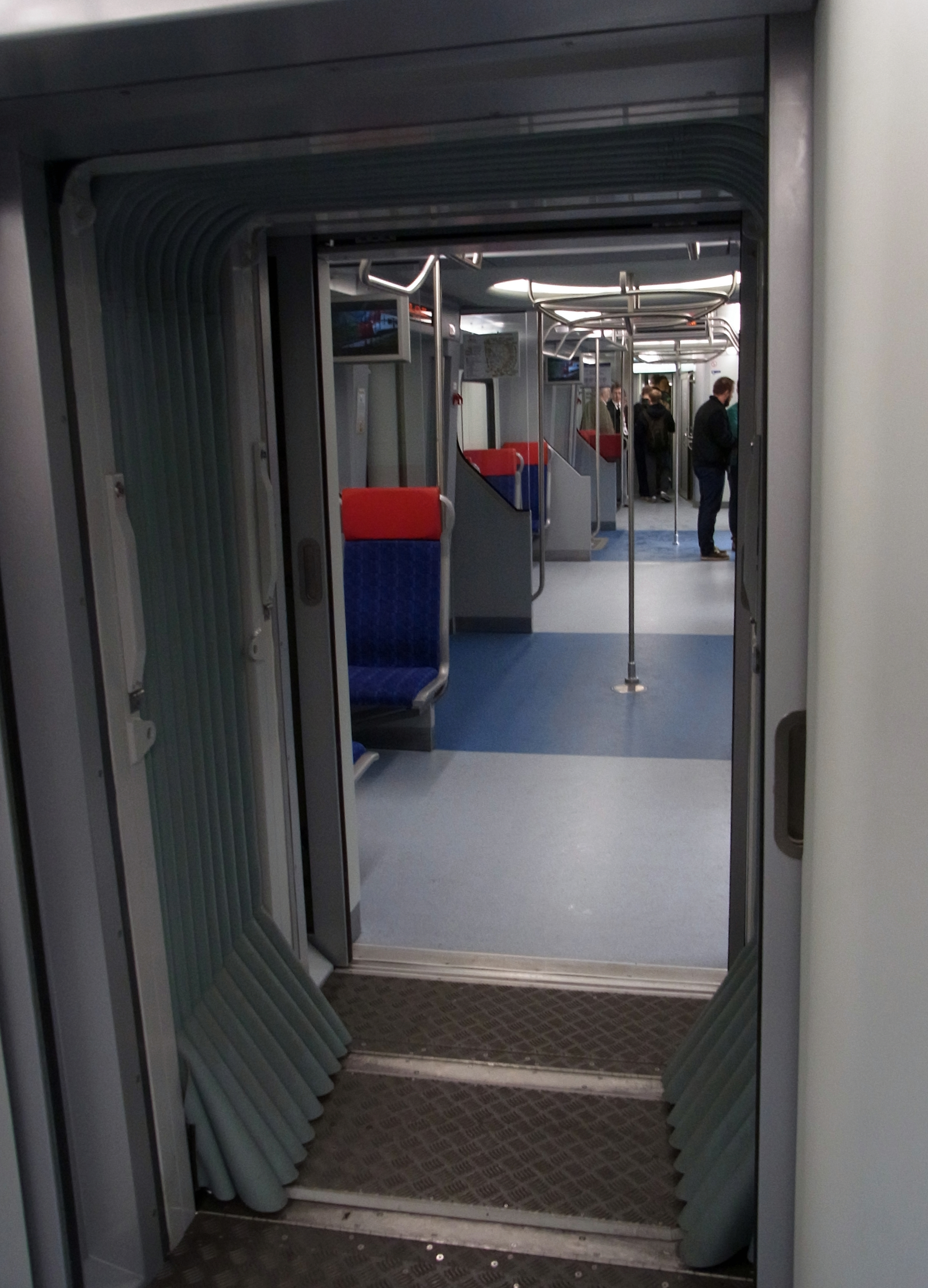
車体間は貫通幌内部を行き来可能である

屋根上の機器配置
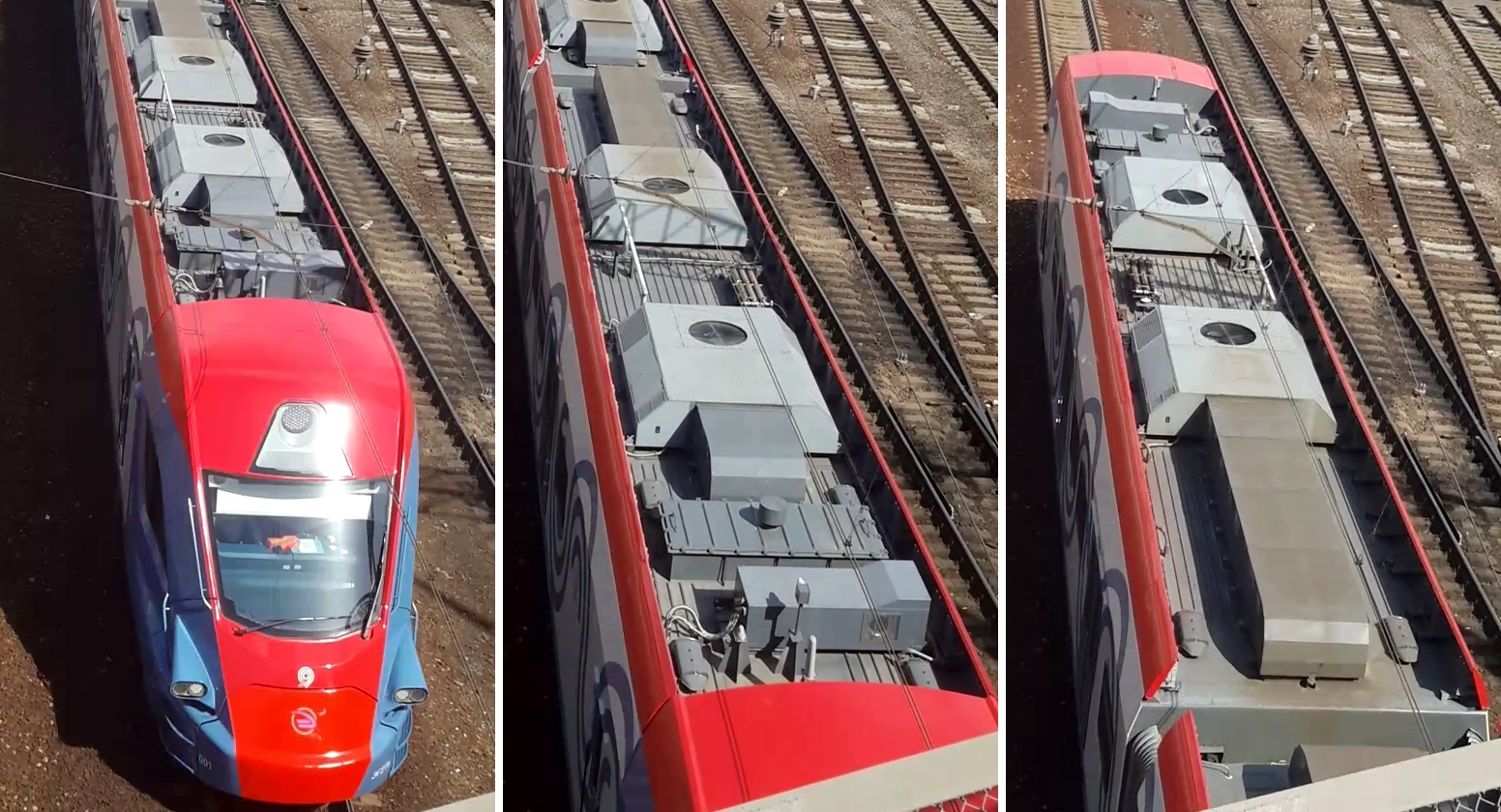
先頭車
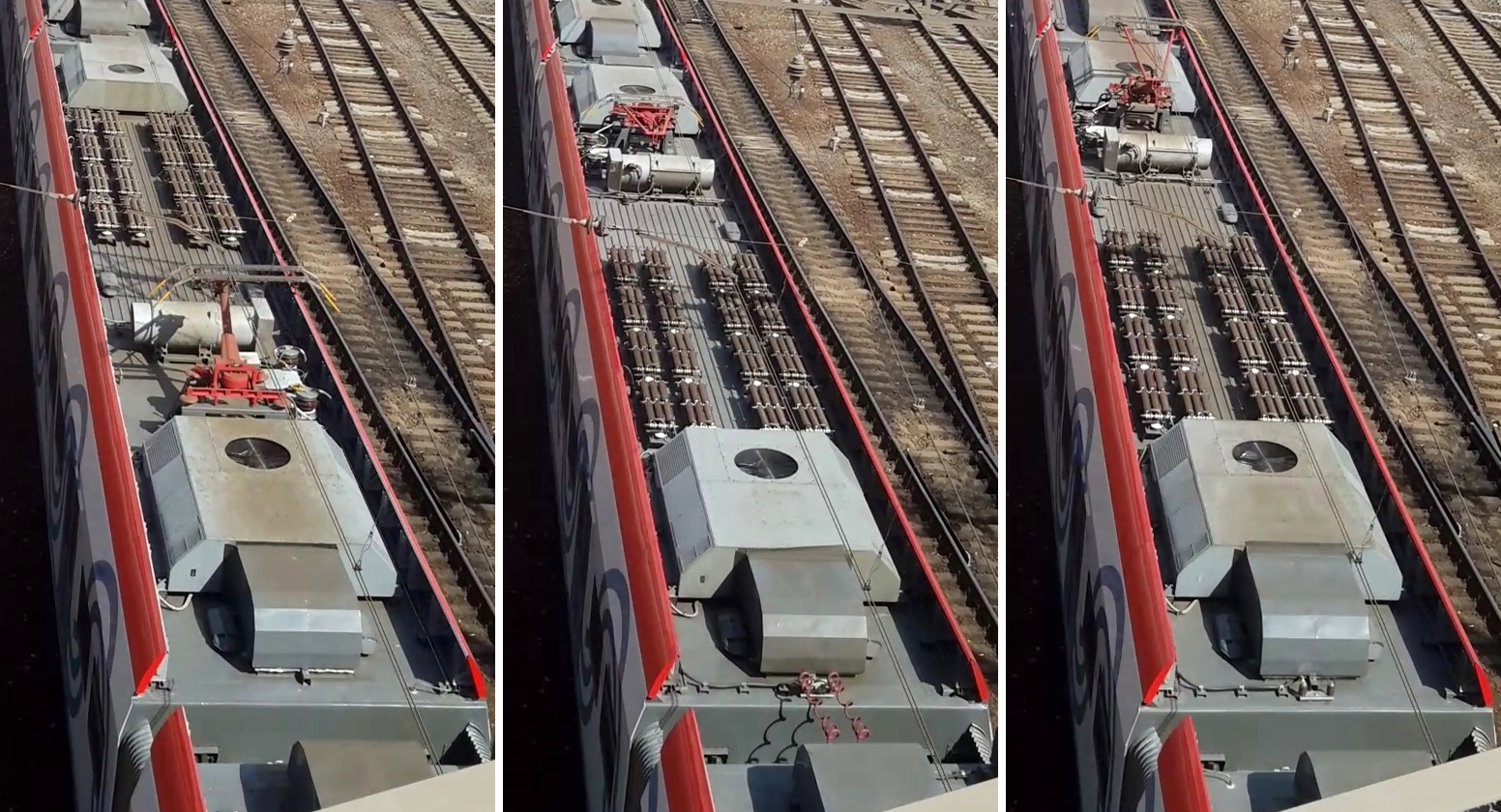
電動車

### 台車・主要機器
試作車の主電動機はオーストリアのTSA（Traktionssysteme Austria）が製造した誘導電動機のTME 46-32-4形（300 kw）を使用した一方、量産車は部品の国産化を促進するためプスコフ電気機材製造工場（ロシア語: Псковского электромашиностроительного завода）製のDATE-1U1形（305 kw）が用いられている。制御方式はIGBT素子を用いたVVVFインバータ制御方式が採用されており、スイスのABBによって開発されたものをリガ車両製作工場がライセンス生産した制御装置が使用されている。これにより、従来の抵抗制御を用いた車両から消費電力が15-20％削減されている。
台車の枕ばねは空気ばねが用いられ、乗り心地の向上が図られている他空気圧制御により車体と線路の距離が一定に保たれる。車体の上下運動はレバー型の車軸支持装置や上部のコイルばねによって抑えられる。動力台車には電動機に加えTSA製の変速機（GMK 2-66-495E形）が設置されており、歯車形軸継手によって車軸へ動力が伝達される。
制動装置として回生ブレーキ、電気指令式ブレーキや非常用の空気ブレーキが搭載され、他の制御システムと独立したマイクロプロセッサによって必要な制動圧力を計算する事で信頼性や効率性が向上している。制動に用いられる圧縮空気はエアコンプレッサーによって供給された後、低温下でのバルブの損傷や凍結を防ぐためダブルチャンバードライヤーを用い水分の除去を行ってから制動装置に送られる。また圧力の低下といった緊急事態に備え、車輪にはディスクブレーキ（摩擦ブレーキ）が搭載されている。これらの機器のほとんどはドイツのクノールブレムゼによって製造されたものである。
機器の状態は運転台に搭載された総合診断システム（BLOCK unit）により管理されており、状態は運転台中央のディスプレイに表示される。

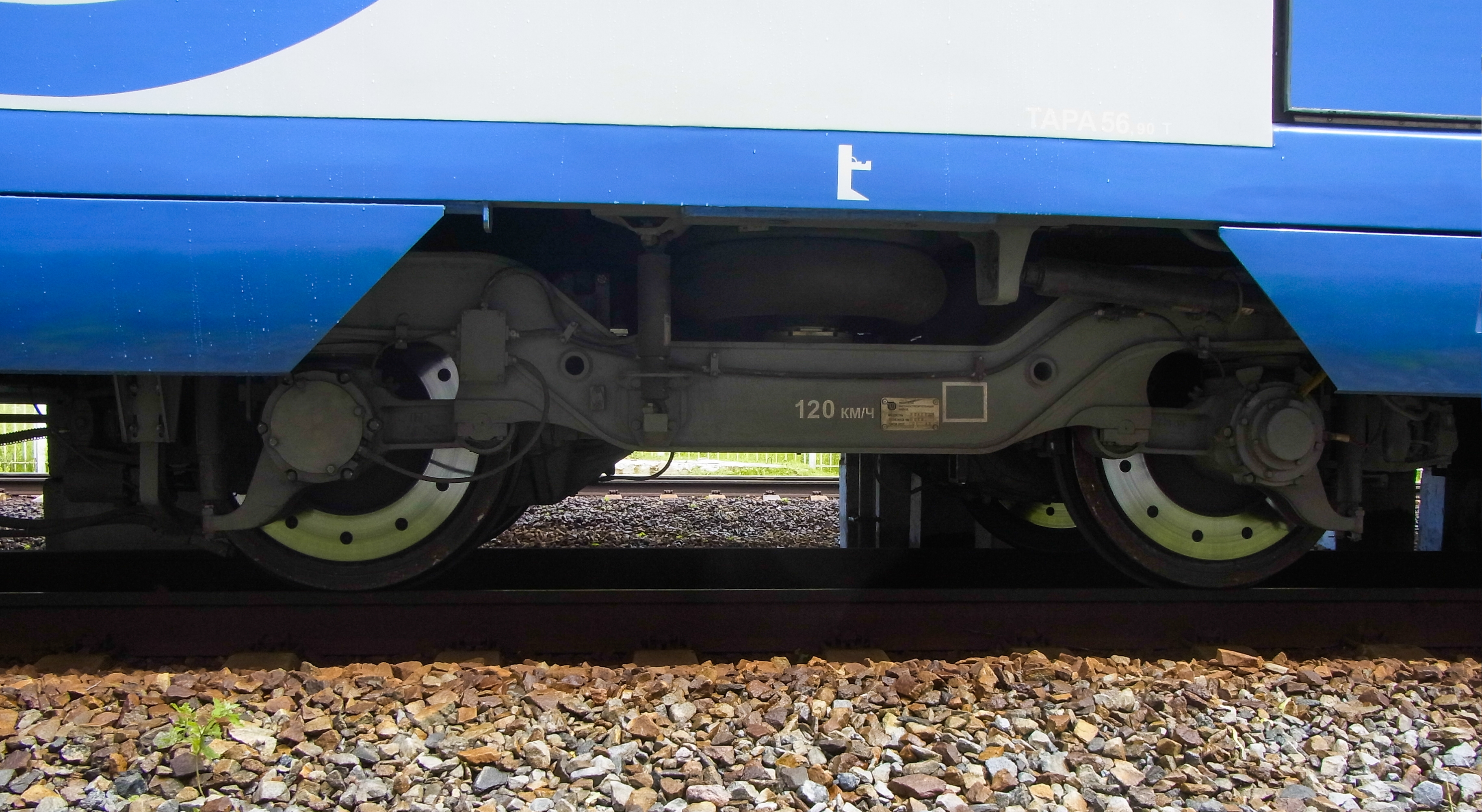
動力台車
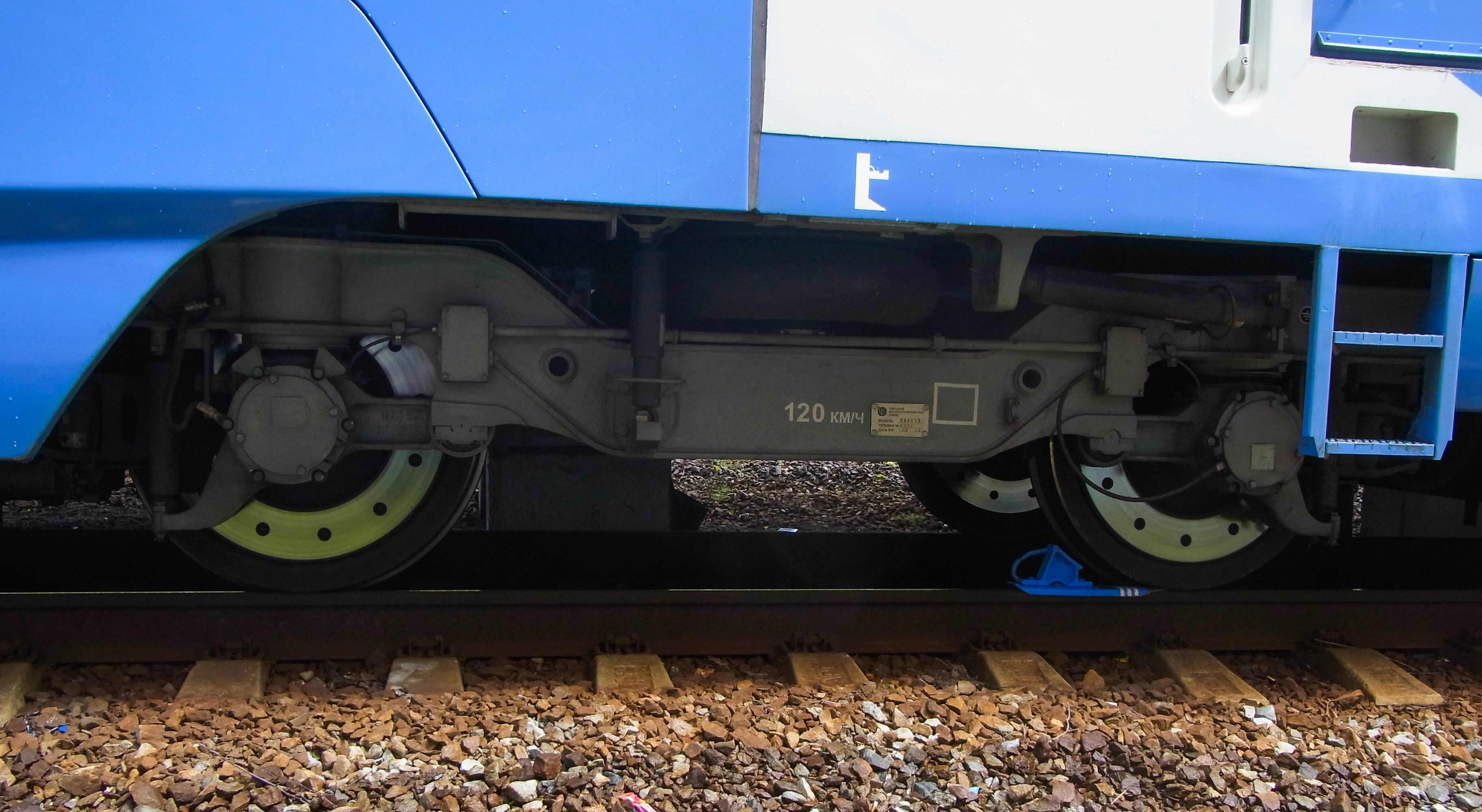
付随台車

## 運用

### 試作車

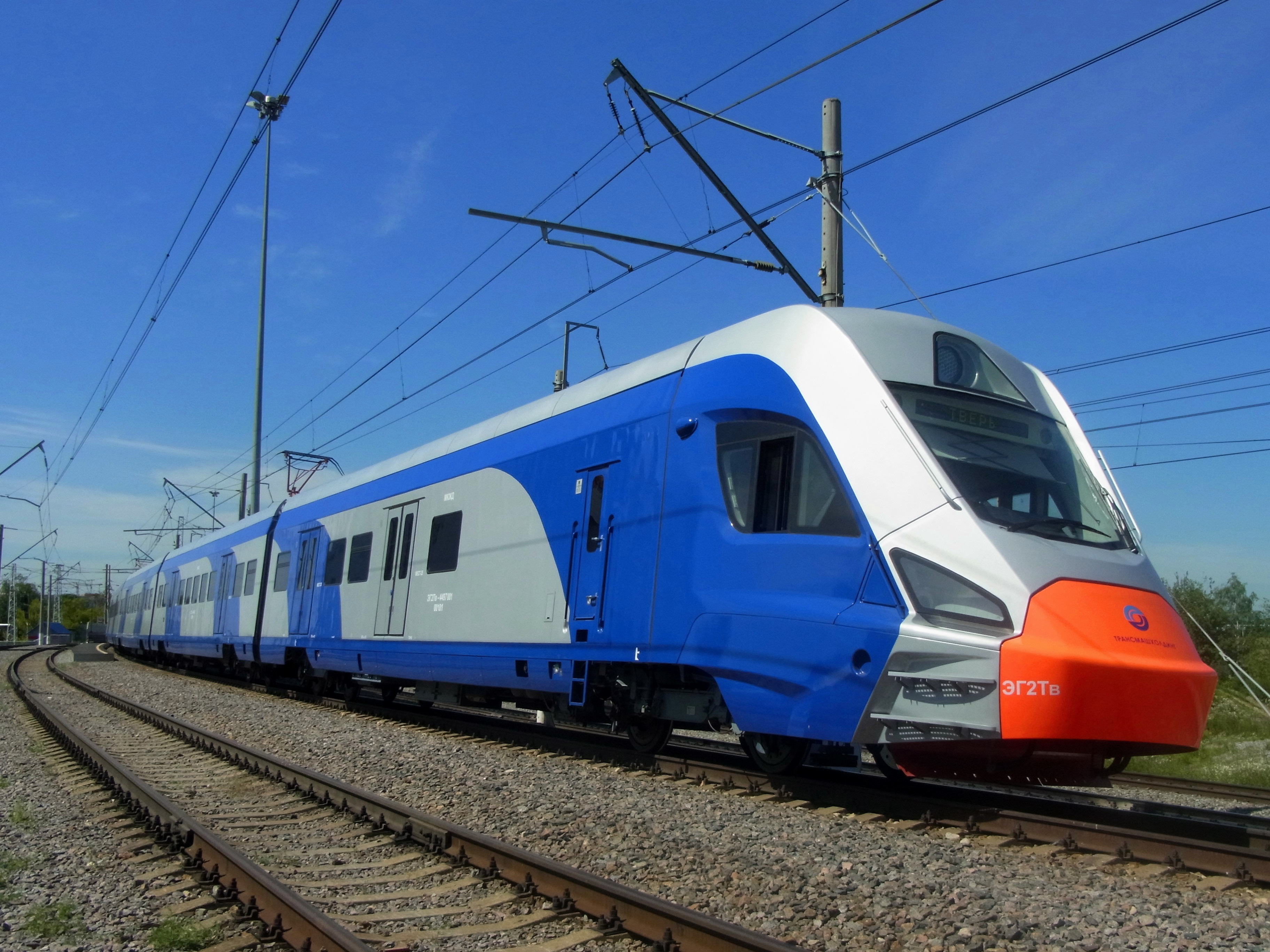
全ロシア鉄道研究所環状実験線で試運転中の001編成（改造前）

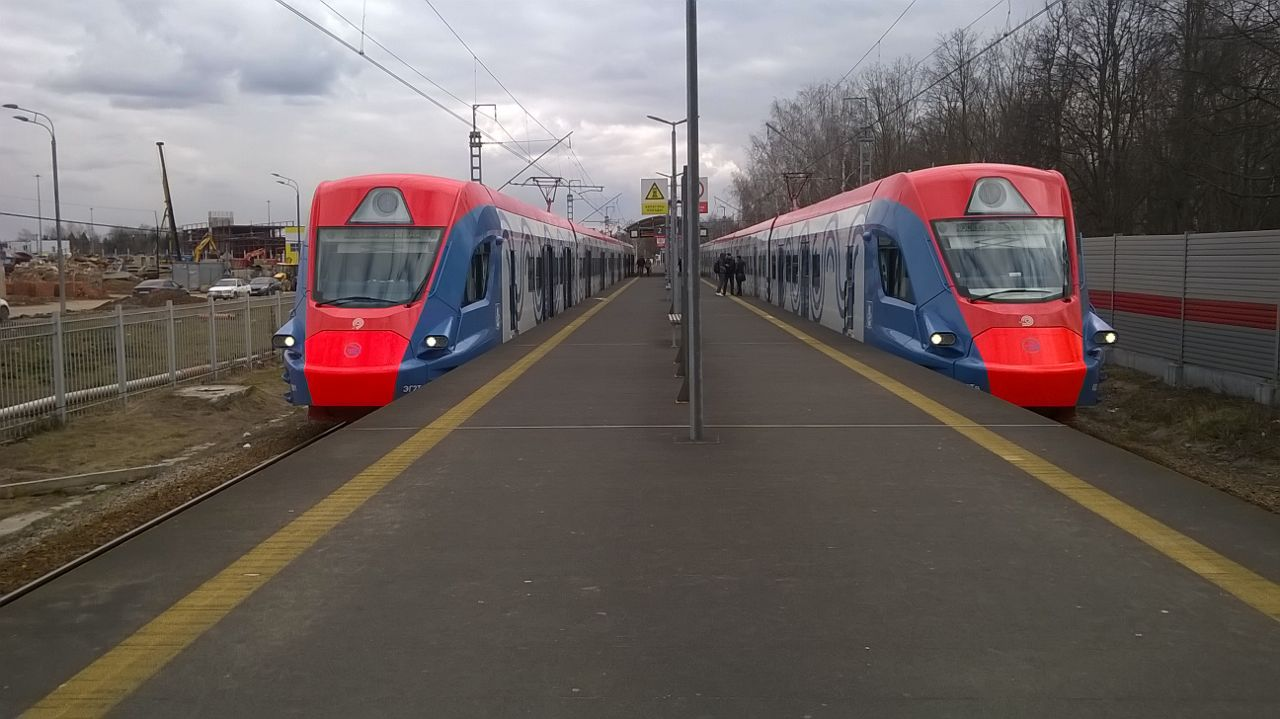
駅で並ぶ001・002編成

2014年12月に第1編成（EG2Tv-001編成）が落成し、翌2015年12月には後述のように編成を組む車種に変更が生じた第2編成（EG2Tv-002編成）が製造された。双方とも全ロシア鉄道研究所（ВНИИЖТ）の実験線で試験が行われた後、営業路線を用いた高速運転や工場内での耐火試験などを経て、2016年にユーラシア関税同盟の技術規則の要件を満たしている旨が記載された証明書が発行された。ただし当初の計画よりも開発が遅れた事により、同年から営業運転を開始したモスクワ中央環状線にはドイツ・シーメンス製のES2G形"ラースタチカ"が導入される結果となった。
2017年4月16日の営業運転開始当初はモスクワ・キエフスキー駅 - オジンツォボ駅に用いられていたが、翌2018年10月以降は従来のED4MKu形に代わる形でベラルースキー駅 - ウソボ駅間の系統に投入されている。なお、営業運転開始前に塗装変更が行われた他、先頭部に埋め込まれガラスカバーに覆われていた正面下部の前照灯・尾灯が外側へ飛び出す形状に変更され、ガラスカバーの面積も減少している。
編成は以下の通りである。
|          | 試作車（EG2Tv-001編成） |                   |                   |                   |                    |
| 形式     | 62-4497 （Tc、Пг）      | 62-4498 （M、Мп） | 62-4498 （M、Мп） | 62-4498 （M、Мп） | 62-4497 （Tc、Пг） |
| 車両番号 | 00101                   | 00104             | 00103             | 00102             | 00111              |
|          | 試作車（EG2Tv-002編成） |                   |                   |                   |                    |
| 形式     | 62-4497 （Tc、Пг）      | 62-4498 （M、Мп） | 62-4498 （M、Мп） | 62-4499 （T、Пп） | 62-4497 （Tc、Пг） |
| 車両番号 | 00201                   | 00202             | 00204             | 00203             | 00211              |

### 量産車（EG2Tv形）

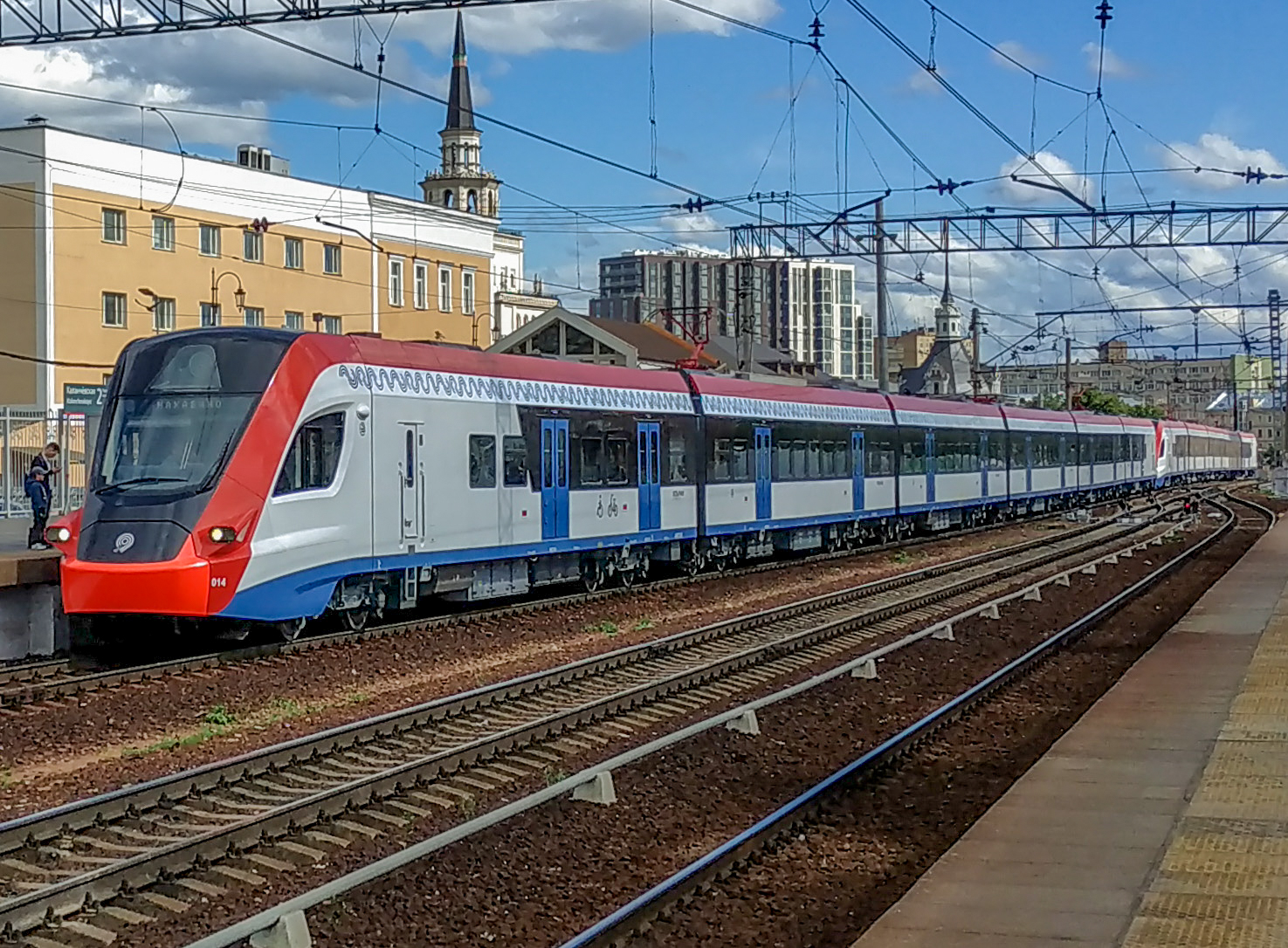
営業運転に就く量産車（イヴォルガ-1.0）

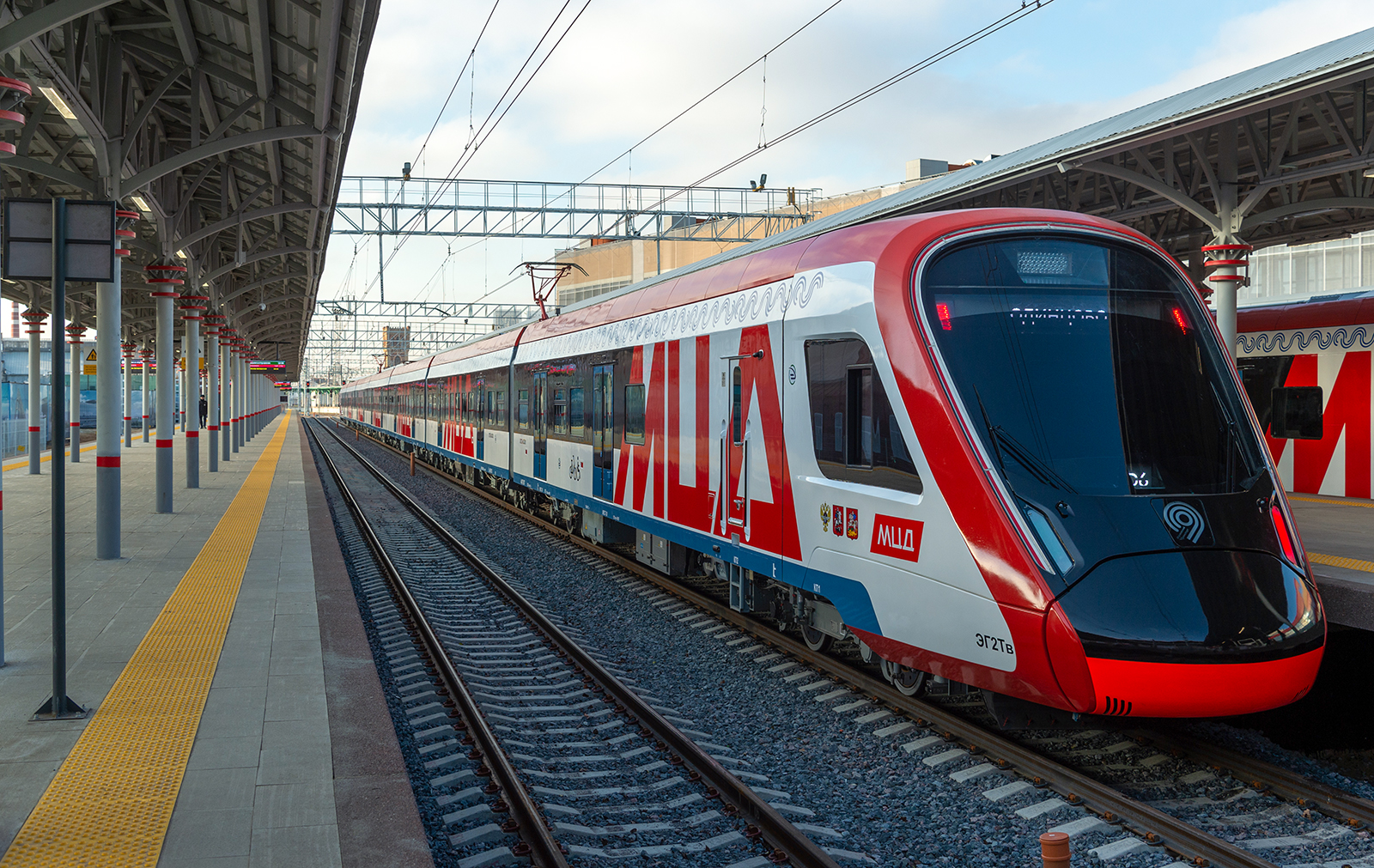
モスクワ中央径線で使用される"イヴォルガ 2.0"

2019年から営業運転を開始した、モスクワ中心部を貫通する新系統であるモスクワ中央径線向けの車両として、量産車の試験結果を基に開発された車両。前照灯下部の形状や塗装が変更された他、車内に充電用のUSBソケットが追加され、手すりの形状にも変化が生じている。2018年3月に6両編成24本、10月に7両編成15本の製造契約が交わされた。
最初の編成（EG2Tv-003編成）は2018年8月に落成し、翌2019年から営業運転を開始した。以降はモスクワ中央径線の開業へ向けての大量生産が実施され、最初に導入されたキエフスキー駅 - オジンツォボ駅、ベラルースキー駅 - ウソボ駅に加え、それまでEP2D形が使用されていたツァリツィノ駅 - ポドルスク駅間の系統にも同年中に導入された。
6両編成は2019年までに製造が完了し、同年8月以降は7両編成の製造が実施されている。これらの車両は前面デザインの変更に加えて座席や自転車ラック、荷物置き場の追加、乗降扉幅や窓ガラスの拡大など乗客の利便性向上を重視した設計変更がなされており、従来の量産車（"イヴォルガ 1.0"、ロシア語: Иволга 1.0）に対して"イヴォルガ 2.0"（ロシア語: Иволга 2.0）の愛称が付けられている。
2019年11月21日の開業時点でモスクワ中央径線には6両編成・7両編成合計39編成が導入されており、以降も"イヴォルガ 2.0"を増備する事で2021年までにモスクワ中央径線の車両を"イヴォルガ"に統一する予定となっている。だが、モスクワ中央径線の利用客が想定以上に増加した事に加えて、一部系統については従来のエレクトリーチカよりも短編成化したため混雑が激化しており、2本の編成を繋いだ10両・11両編成が常態化している他、2020年には新造された中間車との組み換えによる11両固定編成の導入も実施されている。
2019年11月時点の編成は以下の通りである。
|          | 量産車（6両編成 "イヴォルガ 1.0"）  |                      |                      |                      |                      |                      |                    |
| 形式     | 62-4497 （Tc、Пг）                  | 62-4498 （M、Мп）    | 62-4499 （T、Пп）    | 62-4498 （M、Мп）    | 62-4498 （M、Мп）    | 62-4497 （Tc、Пг）   |                    |
| 車両番号 | 00301 00401 ： 02601                | 00302 00402 ： 02602 | 00303 00403 ： 02603 | 00304 00404 ： 02604 | 00306 00406 ： 02606 | 00309 00409 ： 02609 |                    |
|          | 量産車（7両編成、"イヴォルガ 2.0"） |                      |                      |                      |                      |                      |                    |
| 形式     | 62-4497 （Tc、Пг）                  | 62-4498 （M、Мп）    | 62-4499 （T、Пп）    | 62-4498 （M、Мп）    | 62-4498 （M、Мп）    | 62-4499 （T、Пп）    | 62-4497 （Tc、Пг） |
| 車両番号 | 02701 02801 ：                      | 02702 02802 ：       | 02703 02803 ：       | 02704 02804 ：       | 02706 02806 ：       | 02705 02805 ：       | 02709 02809 ：     |

### 量産車（EGE2Tv形）

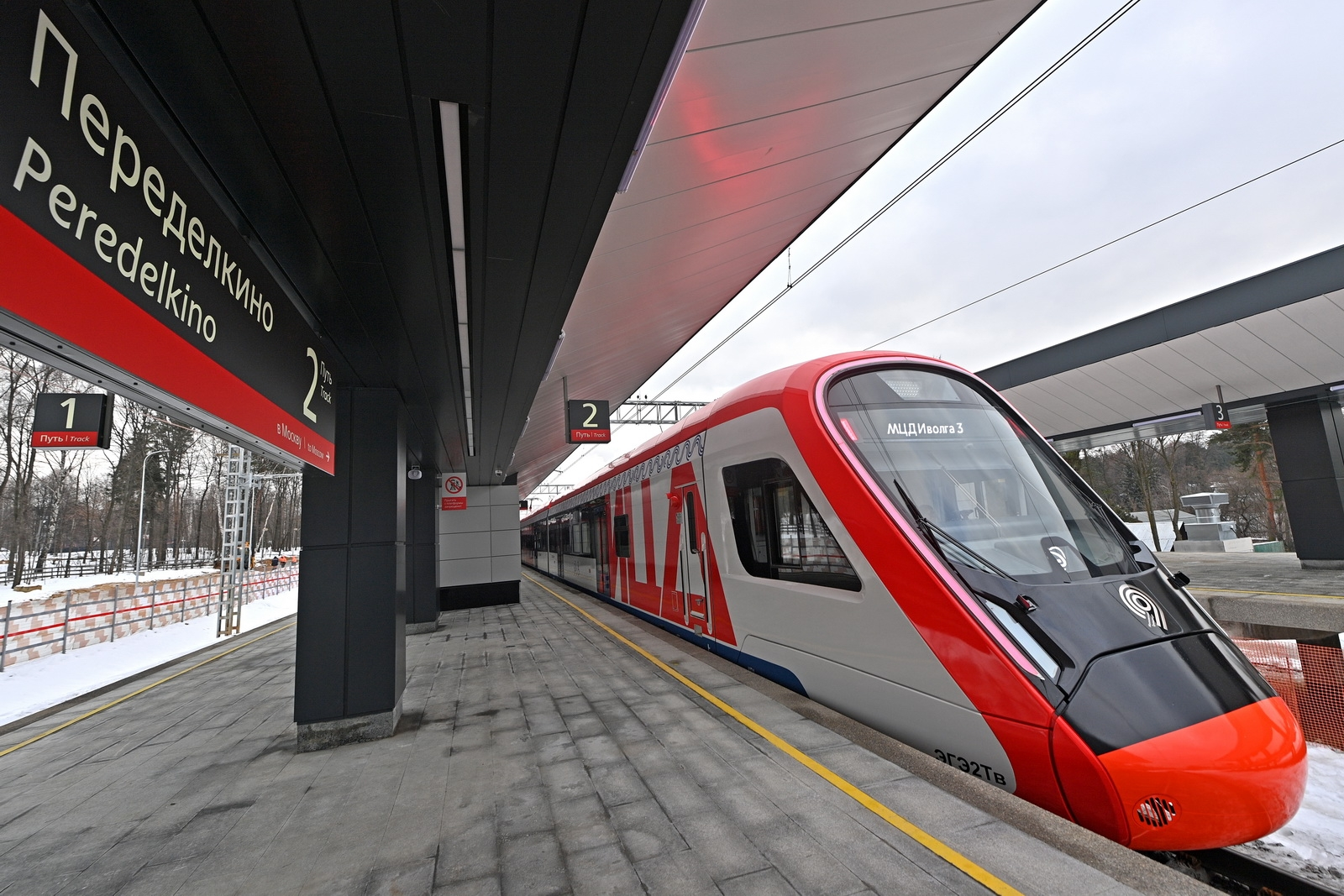
モスクワ中央径線の新規路線向けに増備された"イヴォルガ3.0"

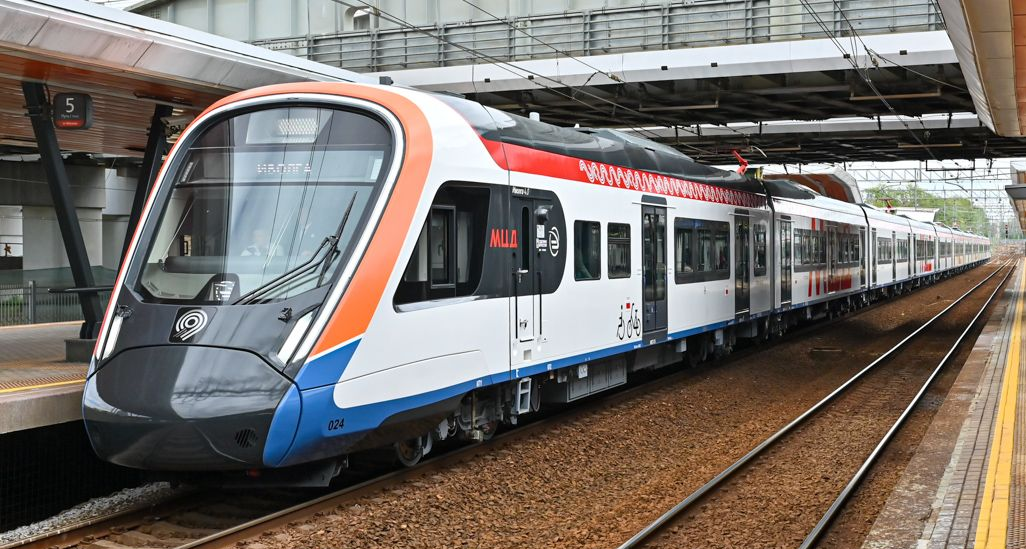
乗降扉数を増やした"イヴォルガ4.0"

2020年、トランスマッシュホールディングは「イヴォルガ2.0」を改良した第3世代にあたる車両、EGE2Tv形（ЭГЭ2Тв）、通称「イヴォルガ3.0（«Иволга-3.0»）」の開発を発表した。需要が高い比較的短距離での運用を考慮し、最高運転速度が160 km/h、加速度が0.9m/s2に向上しているのが特徴である他、ATO（自動列車運転システム）に対応した機器が搭載されており、必要に応じて運転士によるワンマン運転も可能な構造となっている。外見デザインは「イヴォルガ2.0」に準拠している一方で内装は大幅な変更が加えられており、座席の形状が変更されている他、各座席にはアームレストや充電用ポートが設置されている。また、先頭車には自転車用スペースの他、電動スクーターの充電に対応した設備が搭載されている。主電動機に関しては、トランスマッシュホールディングが製造に関わった電車で初めてロシア国産の誘導電動機が搭載されている。これらの車両部品のうち97 %がロシア国産であり、380社以上が製造に関わっている。
最初の車両はモスクワ中央径線のうち、主にMCD-3号線とMCD-4号線で使用される事になっており、2022年に営業運転に向けた認可を受けた。電動車5両、付随車・制御車6両による11両編成を組んでいるが、設計上最短4両、最長12両まで編成を組むことが可能である。試運転を経て営業運転が開始されたのは2023年4月で、同年現在13本が在籍している他、2025年までに17本が導入される予定である。

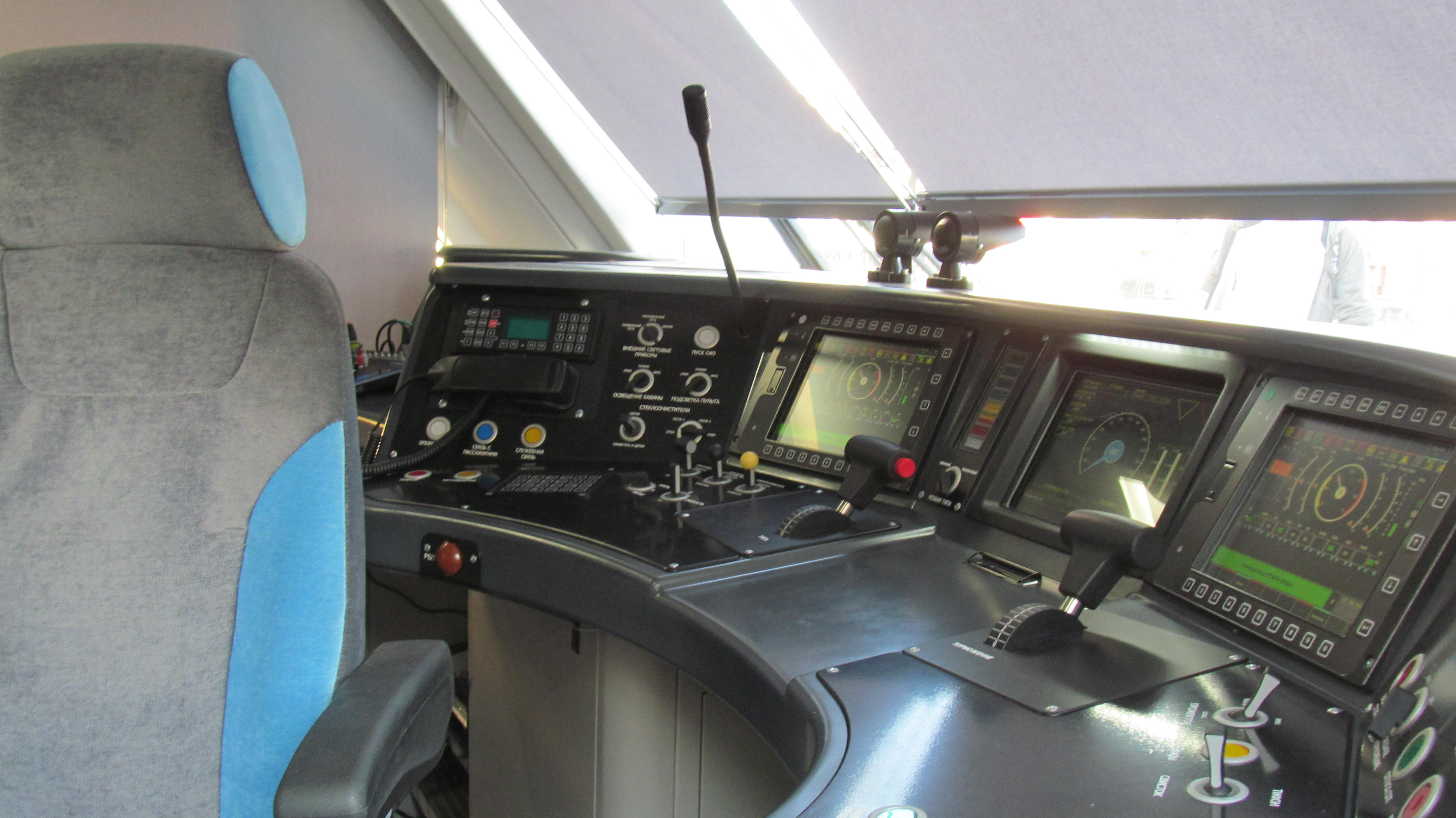
運転台（EGE2Tv形、"イヴォルガ3.0"）
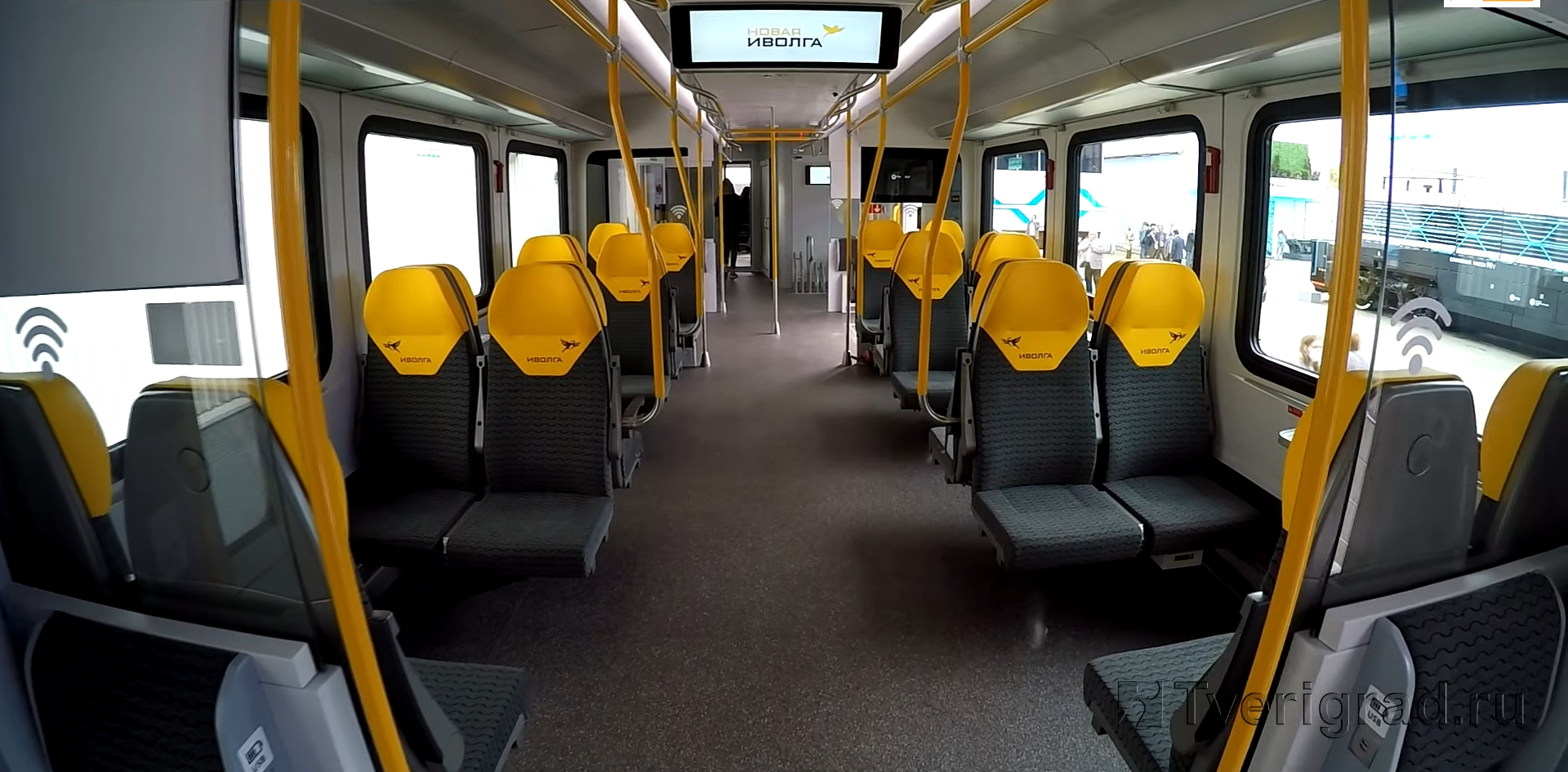
車内（EGE2Tv形、"イヴォルガ3.0"）
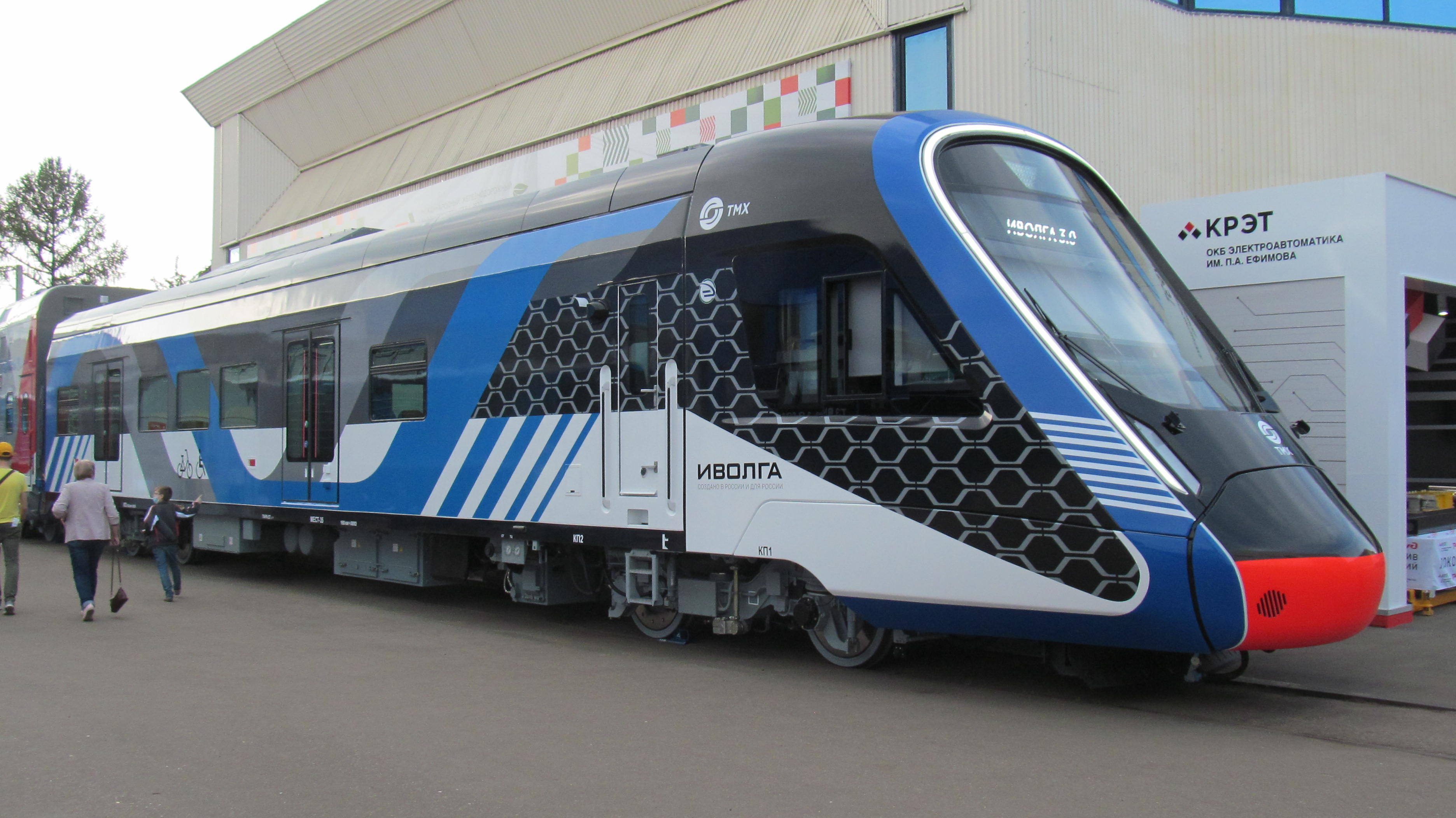
営業運転開始前にはモスクワでモックアップが展示された（2021年撮影）

一方、中央郊外旅客会社は「イヴォルガ3.0」と共にMCD-3号線とMCD-4号線向けに11両編成18本の「イヴォルガ」の増備を予定しているが、これらの車両は乗降の迅速化を図るため、中間車の乗降扉が3箇所に増加しており、それによる立席スペースの拡大により定員数の増加も図られている。「イヴォルガ4.0（«Иволга-4.0»）」と命名されたこれらの車両は2023年から製造が開始され、翌2024年5月2日のMCD-4号線での運用を皮切りに営業運転への投入が行われている。

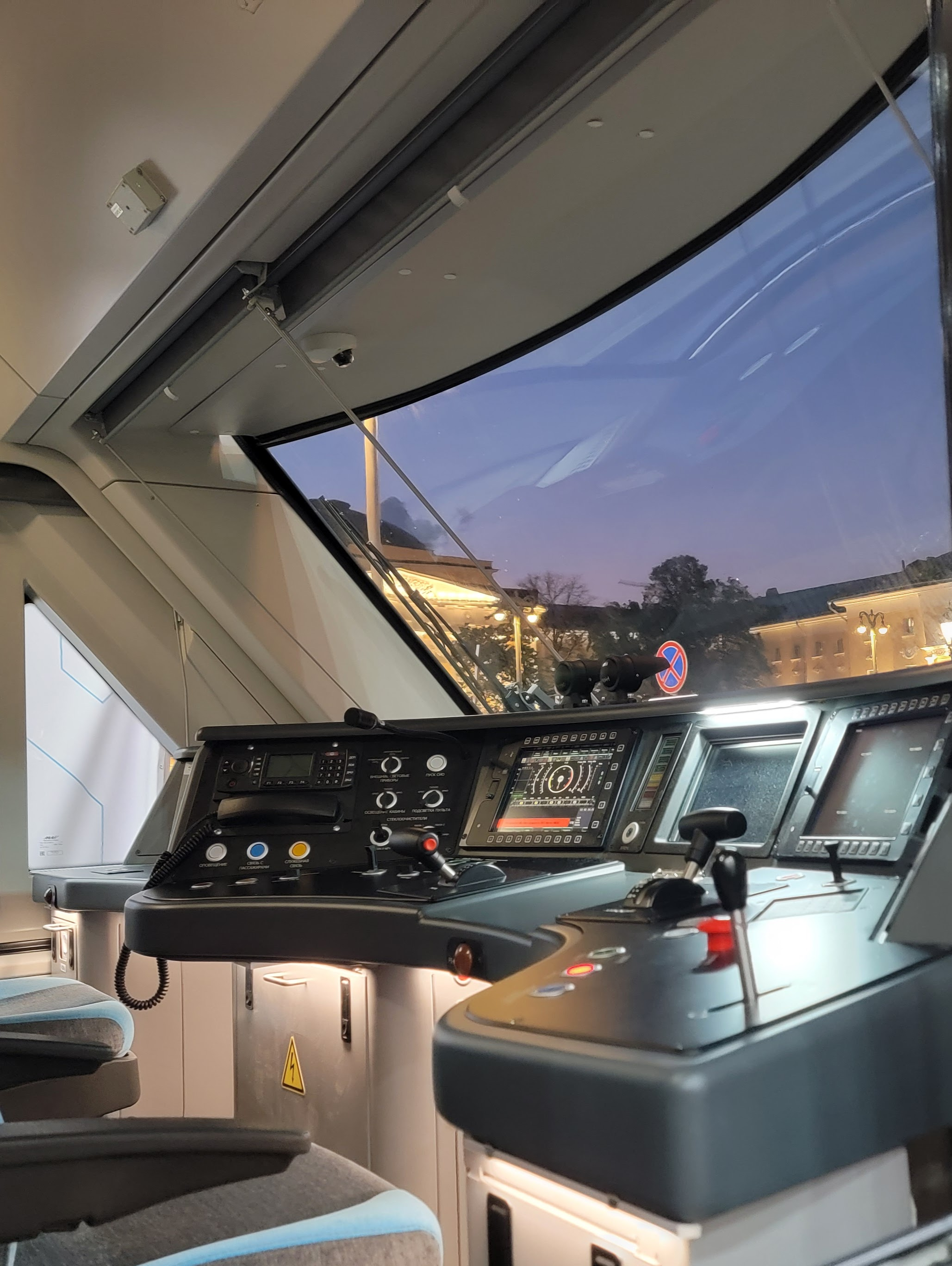
運転台（EGE2Tv形、"イヴォルガ4.0"）
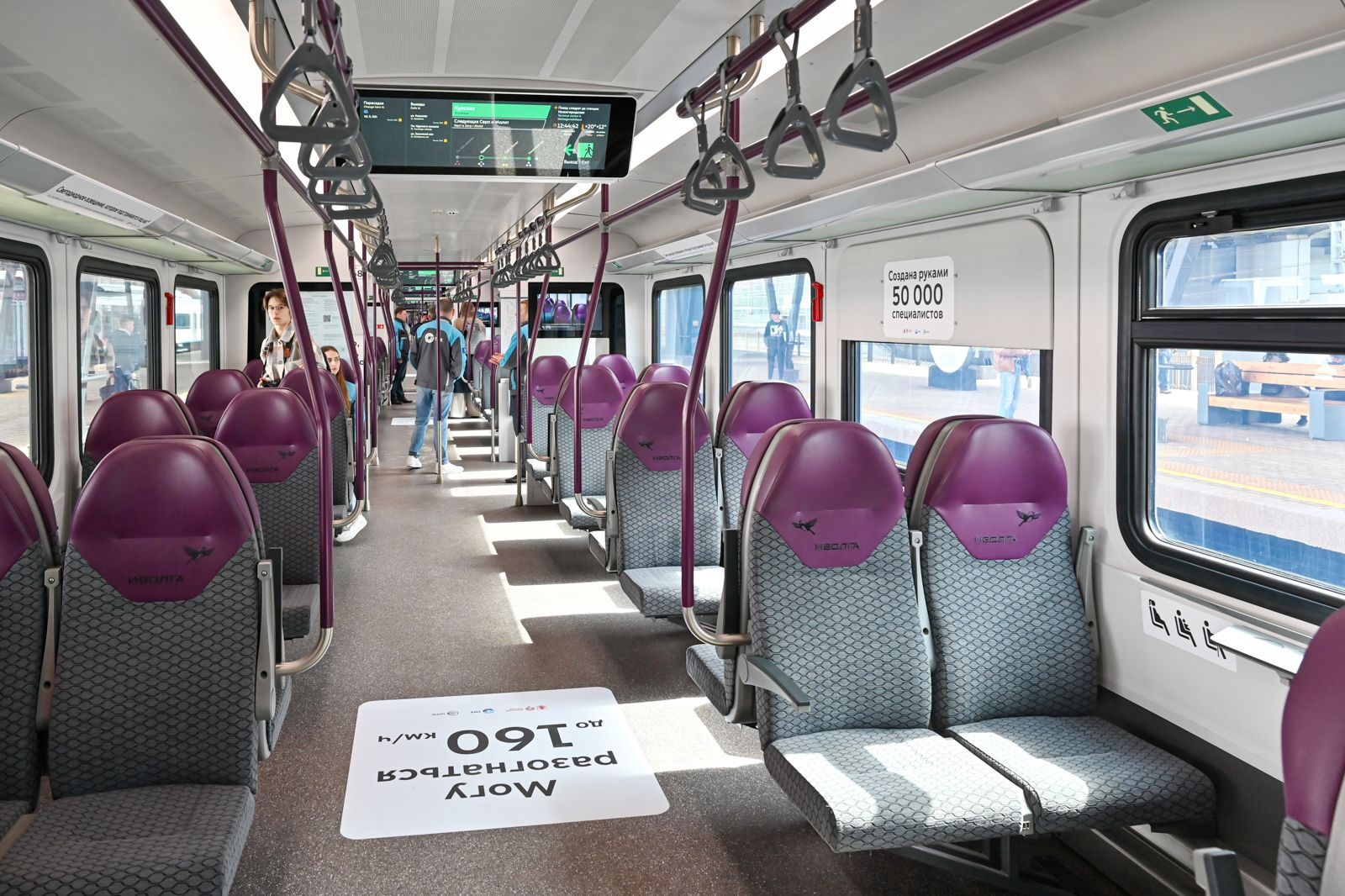
車内（EGE2Tv形、"イヴォルガ3.0"）
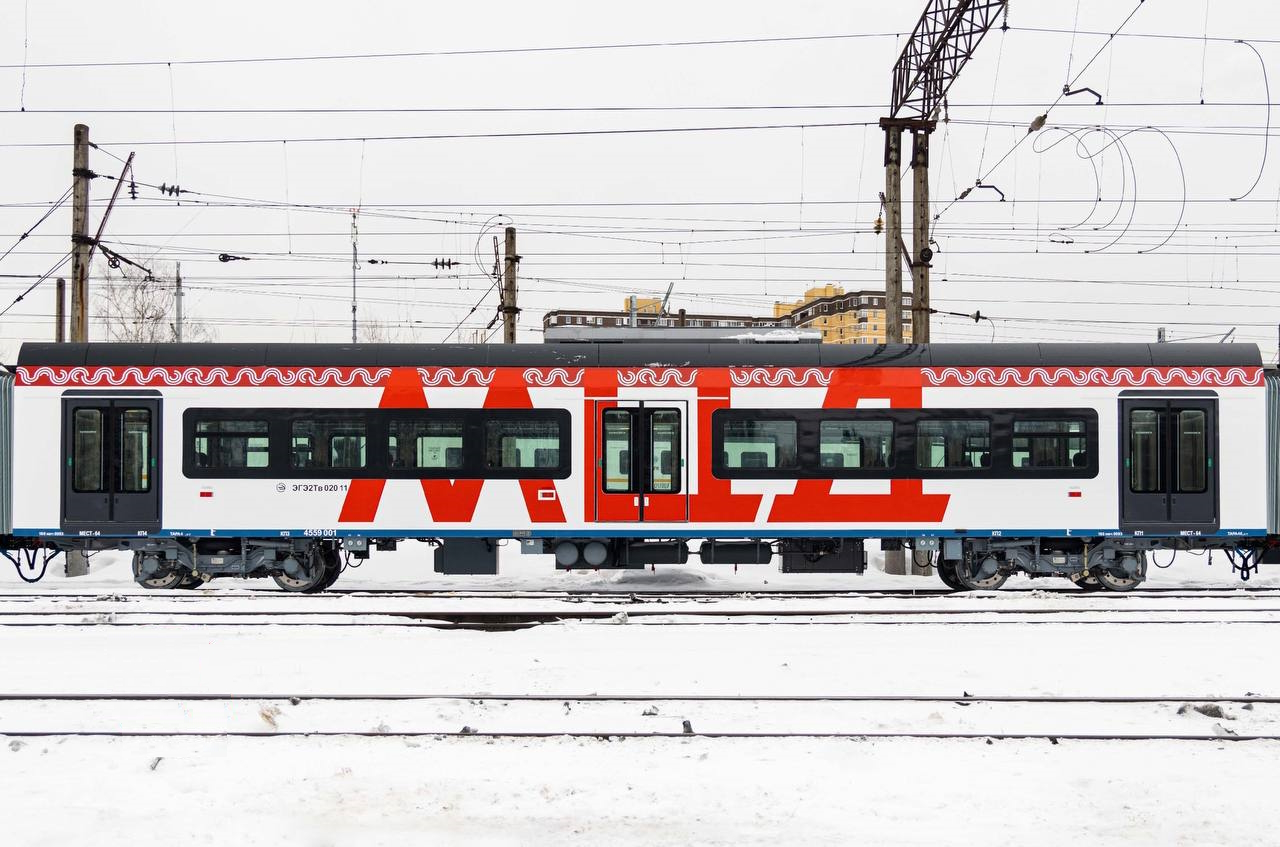
"イヴォルガ4.0"の中間車は乗降扉が3箇所に設置されている（2024年撮影）

## ロシア国外への輸出
2022年、トヴェリ車両工場の親会社であるトランスマッシュホールディングは、アルゼンチン政府の主導で実施されるロカ線のブエノスアイレス近郊の交流25 kV区間の輸送力増強計画に際し、EG2Tv形（イヴォルガ）の同型車両（8両編成）を導入する契約を交わした事を発表した。このプロジェクトに際しては、全工程のうち最終組み立てや試運転など25 %をアルゼンチン国内で実施する事になっており、現地において最大1,500人の雇用を見込んでいる。

## 事故
- 2019年2月13日、オジンツォボ駅に停車していたEG2Tv-005編成の屋根上に損傷した架線が落下した事で火災が発生した。乗客は搭乗しておらず怪我人はいなかったものの、損傷した編成は同年7月まで修理のため運用から離脱した[9][45]。